# Кирил Георгиев
Кирил Димитров Георгиев е български шахматист, гросмайстор. През 1993 г. достига рекордното си  9-то място в света.

## Биография и спортна кариера
Към януари 2022 г. на ускорен шах има коефициент ЕЛО 2643, което го поставя на 2-ро място в България след Иван Чепаринов. През март 2013 г. на блиц шахмат достига забележителния ЕЛО-коефициент 2725. Бил е състезател на шахматните клубове на Локомотив (София), ЦСКА (София), Загреб (Загреб), Будучност (Подгорица), Алкалоид (Скопие) и др. За известен период се състезава под флага на Северна Македония.
Кирил Георгиев за пръв път привлича вниманието на световната шахматна общественост през 1983 г., когато печели световното първенство за юноши, а с това и звание международен майстор. След две години завоюва и гросмайсторска титла. След спечелените 7 републикански титли през 1984, 1986 и 1989, 2013, 2014, 2015,2023 г. се доказва като един от най-силните български шахматисти.
През 1988 г. на Световното първенство по блиц шахмат в Канада на четвъртфинала Кирил Георгиев елиминира Гари Каспаров с 3:1, като в една от партиите го побеждава с мат (виж по-долу раздел „Избрани партии“, диаграма 6). Световният шампион не може да повярва и започва да гледа в тавана как е възможно. Победата се възприема като голяма сензация, защото тогава Каспаров е най-силният шахматист в света. На полуфинала Георгиев отстъпва на Ваганян и в крайното класиране заема 3-4-то място.
В топ 10 на света по рейтинг за периода 1992-1993 г. с ело 2660.
На европейското отборно първенство за мъже в Грузия печели златен медал на втора дъска с резултат 6,5 т. от 9 партии.
Петкратен отборен шампион на Италия от 2009 до 2015 г. с отбора на „Обиетиво Рисарсименто“ от гр. Падуа. Многократен отборен шампион на Черна гора с отбора на „Будучност“ от Подгорица. Трикратен отборен шампион на Хърватска за 2006, 2007, 2008 г. с отбора на „Загреб“. Отборен шампион на Сърбия.
Многократен отборен шампион на Северна Македония с отбора на „Алкалоид“ (Скопие). Много години играе успешно на отборните първенства във Франция и Германия.
Победител на най-силното открито първенство в света в Гибралтар за 2005 г. и 2006 г. Печели бронзов медал на индивидуалното европейско първенство през 2006 г.
Той играе многократно на първа или втора дъска за България на шахматни олимпиади. През 2013 г. и 2014 г. в Дупница става шампион на България по ускорен шахмат.
Победител на опен Карпош, Скопие 2012, 2014, 2016, 2018 година на Олимпиадата в Батуми, Грузия играе на първа дъска за отбора на Северна Македония и постига блестящ резултат 6,5 от 10. Печели 5 място на Европейско първенство Рапид в Скопие 2018. Шампион на Северна Македония за 2019 г.
Играещ треньор   на мъжкия национален отбор за мъже в България 2004 -2006
Треньор на мъжкия национален отбор мъже по шахмат от   2024 

## Турнирни победи
Успехите му на международното поле са забележителни – първо място на турнирите:

.Златен медал на втора дъска на европейското отборно първенство в Батуми,Грузия 1999г. пред Юдит Полгар и Зелчич!!!
Бронзов медал-3 място на европейско индивидуално първенство в Кушадъсъ ,Турция 2006!!!
4 място на европейско индивидуално първенство в Силиврия,Турция
9-16 място на световното първенство в Грьонинген 1997 !
3-4 място на световното първенство по блиц в Сент Джон  Канада 1988  пред Каспаров и Карпов-с победа над Каспаров 3 на 1

9-16 място в Лас Вегас световно първенство с елиминация 1999 !
1 място във Вила Робледо Испания рапид 1997-пред Карпов,Тиман,Любоевич...
- Сараево 1986, пред Иван Соколов;
- Сан Бернардино,  1 място Швейцария 1988,1989
- 1 място Тераса Испания 1990
- 1 място на опен турнир в Корфу 1991
- Елените, Бургас 1992,  1 място пред Топалов, Иван Соколов, Йосиф Дорфман и Юрий Разуваев;
- Будапеща 1993, 1 място зонално първенство, пред Юдит Полгар и Любомир Фтачник;
- Елените 1995, наравно с Топалов и пред Найджъл Шорт, Борис Гулко и Сергей Долматов;
- Белград 2000,  1 място пред Александър Белявски и Улф Андерсон;
- Сараево 2001, първа победа в 16-а категория пред Топалов, Иля Смирин, Алексей Дреев и Иван Соколов;
- Бад Вьорисхофен 2002;
- Гибралтар 2005, дели първо място с Левон Аронян, Захар Ефименко, Алексей Широв и Емил Сутовски;
- Гибралтар 2006,  1 място пред Шорт, Сутовски, Широв, Владимир Акопян и Виктор Бологан с респектиращия резултат 8,5/10 т;
- Форнелс, Менорка  1 място 2009 и 2010.[10];
- Мемориал „Висенте Себастиан“ 1 място  2010 [11];
- „Опен Бенаске“, Испания  1 място  2010 г.;
- „Опен Андора“ 2011 г 1 място .[12];
- 1 Място Хаен Испания 2011
- https://jaendxt.blogspot.com/2011/02/el-bulgaro-kiri-georgiev-vencedor-del.html
- 1 място Рокетас дел мар Испания 2012
- Падова 2013 7/9 т. 1 място [13];
- финали на републиканско първенство за мъже в Банкя 2013 г., Козлодуй 2014, Плевен 2015 г.;1място 2023 София ,  : кратен шампион на България по класически шахмат!!!
- републиканско първенство по ускорен шах в 1 място  Дупница 2013 и 2014 г.;
- 13 пъти отборен шампион на България- 6 пъти с отбора на Локомотив Сф, 4 пъти с Локомотив  Пд,2 с отбора на ЦСКА и един път с отбора на Бургас 64 (2022 г.)
- Победител на опен Карпош, Скопие 2012, 2014, 2016, 2018 година
- 5 място на европейско  индивидуално рапид Скопие 2019
- 1 място 2021 в гросмайсторски турнир в Мулюз ,Франция
- 2024 отборен шампион на Косово
- 1 място на рапид в Битола 2024
- Шампион на Северна Македония 2019 г.с резултат 8.5 от 9 в Скопие
- 6 място на световното индивидуално за ветерани 50год. +  Букурещ
- 5 място на световното индивидуално за ветерани 50 год.+ в Португалия 2024
- https://www.bta.bg/bg/news/bulgaria/regional-news/oblast-shumen/937623-grosmaystor-kiril-georgiev-specheli-sastezanieto-po-blits-na-mezhdunarodniya-tur?fbclid=IwY2xjawL3RLZleHRuA2FlbQIxMQABHrnuiVIkN4mgY7v0c2d7R1dsE9W7raazhQTU1rWGi7c7yB3XHQykCsHcNBC8_aem_dU4ZybzeYv3fd6CV8LNoJg
- 1 място блиц Шумен юли 2025https://sportal.bg/news-2025072618065742268
- 2 място рапид Шумен юли 2025https://www.bta.bg/bg/news/bulgaria/regional-news/oblast-shumen/937623-grosmaystor-kiril-

## Участия на шахматни олимпиади
2018 в Батуми с отбора на Северна  Македониа -първа дъска ,
2020  с отбора на Северна Македония онлайн олимпиада
От 2024 отново играе за България
| Година | Организатор    | Отбор             | Класиране (отборно) | Дъска |
| 1984   | Солун          | България          | 9                   | Първа |
| 1986   | Дубай          | България          | 6                   | Първа |
| 1988   | Солун          | България          | 24                  | Първа |
| 1990   | Нови Сад       | България          | 14                  | Първа |
| 1992   | Манила         | България          | 19                  | Първа |
| 1994   | Москва         | България          | 5                   | Втора |
| 1996   | Ереван         | България          | 9                   | Втора |
| 1998   | Елиста         | България          | 17                  | Втора |
| 2000   | Истанбул       | България          | 14                  | Втора |
| 2002   | Блед           | Северна Македония | 11                  | Първа |
| 2004   | Калвия         | България          | 9                   | Първа |
| 2006   | Торино         | България          | 9                   | Първа |
| 2008   | Дрезден        | България          | 14                  | Трета |
| 2010   | Ханти Мансийск | България          | 38                  | Трета |
| 2012   | Истанбул       | България          | 20                  | Втора |

## Световен рекорд на Гинес
На 21 февруари 2009 г., Кирил Георгиев поставя нов световен рекорд за максимален брой шахматни партии, стартирани едновременно и завършени до 24 часа от започването на сеанса. В зала 5 на Интер експо център в град София, той играе с белите фигури срещу 360 шахматисти и любители на играта, като постига 280 победи, 74 ремита и допусна 6 загуби.
Точковият резултат е 317:43 точки (процент на успеваемост = 88,06%).
Общата продължителност на шахматния сеанс е 14 часа и 8 минути.
За Световните рекорди на Гинес опитът е заведен под номер 240559.

### Малка галерия от събитието
- Посрещане на гм Кирил Георгиев
- Първи ход
- Ръкуване със съперниците

## Избрани партии

### Кирил Георгиев – Гари Каспаров
|   | a | b | c | d | e | f | g | h |   |
| 8 | черен цар на черно поле e7 · бял топ на черно поле b6 · бял офицер на бяло поле d5 · черна пешка на черно поле e5 · черна пешка на бяло поле f5 · бяла пешка на бяло поле c4 · черен кон на черно поле d4 · черен топ на бяло поле a2 · бяла пешка на черно поле f2 · бял цар на черно поле e1 | черен цар на черно поле e7 · бял топ на черно поле b6 · бял офицер на бяло поле d5 · черна пешка на черно поле e5 · черна пешка на бяло поле f5 · бяла пешка на бяло поле c4 · черен кон на черно поле d4 · черен топ на бяло поле a2 · бяла пешка на черно поле f2 · бял цар на черно поле e1 | черен цар на черно поле e7 · бял топ на черно поле b6 · бял офицер на бяло поле d5 · черна пешка на черно поле e5 · черна пешка на бяло поле f5 · бяла пешка на бяло поле c4 · черен кон на черно поле d4 · черен топ на бяло поле a2 · бяла пешка на черно поле f2 · бял цар на черно поле e1 | черен цар на черно поле e7 · бял топ на черно поле b6 · бял офицер на бяло поле d5 · черна пешка на черно поле e5 · черна пешка на бяло поле f5 · бяла пешка на бяло поле c4 · черен кон на черно поле d4 · черен топ на бяло поле a2 · бяла пешка на черно поле f2 · бял цар на черно поле e1 | черен цар на черно поле e7 · бял топ на черно поле b6 · бял офицер на бяло поле d5 · черна пешка на черно поле e5 · черна пешка на бяло поле f5 · бяла пешка на бяло поле c4 · черен кон на черно поле d4 · черен топ на бяло поле a2 · бяла пешка на черно поле f2 · бял цар на черно поле e1 | черен цар на черно поле e7 · бял топ на черно поле b6 · бял офицер на бяло поле d5 · черна пешка на черно поле e5 · черна пешка на бяло поле f5 · бяла пешка на бяло поле c4 · черен кон на черно поле d4 · черен топ на бяло поле a2 · бяла пешка на черно поле f2 · бял цар на черно поле e1 | черен цар на черно поле e7 · бял топ на черно поле b6 · бял офицер на бяло поле d5 · черна пешка на черно поле e5 · черна пешка на бяло поле f5 · бяла пешка на бяло поле c4 · черен кон на черно поле d4 · черен топ на бяло поле a2 · бяла пешка на черно поле f2 · бял цар на черно поле e1 | черен цар на черно поле e7 · бял топ на черно поле b6 · бял офицер на бяло поле d5 · черна пешка на черно поле e5 · черна пешка на бяло поле f5 · бяла пешка на бяло поле c4 · черен кон на черно поле d4 · черен топ на бяло поле a2 · бяла пешка на черно поле f2 · бял цар на черно поле e1 | 8 |
| 7 | черен цар на черно поле e7 · бял топ на черно поле b6 · бял офицер на бяло поле d5 · черна пешка на черно поле e5 · черна пешка на бяло поле f5 · бяла пешка на бяло поле c4 · черен кон на черно поле d4 · черен топ на бяло поле a2 · бяла пешка на черно поле f2 · бял цар на черно поле e1 | черен цар на черно поле e7 · бял топ на черно поле b6 · бял офицер на бяло поле d5 · черна пешка на черно поле e5 · черна пешка на бяло поле f5 · бяла пешка на бяло поле c4 · черен кон на черно поле d4 · черен топ на бяло поле a2 · бяла пешка на черно поле f2 · бял цар на черно поле e1 | черен цар на черно поле e7 · бял топ на черно поле b6 · бял офицер на бяло поле d5 · черна пешка на черно поле e5 · черна пешка на бяло поле f5 · бяла пешка на бяло поле c4 · черен кон на черно поле d4 · черен топ на бяло поле a2 · бяла пешка на черно поле f2 · бял цар на черно поле e1 | черен цар на черно поле e7 · бял топ на черно поле b6 · бял офицер на бяло поле d5 · черна пешка на черно поле e5 · черна пешка на бяло поле f5 · бяла пешка на бяло поле c4 · черен кон на черно поле d4 · черен топ на бяло поле a2 · бяла пешка на черно поле f2 · бял цар на черно поле e1 | черен цар на черно поле e7 · бял топ на черно поле b6 · бял офицер на бяло поле d5 · черна пешка на черно поле e5 · черна пешка на бяло поле f5 · бяла пешка на бяло поле c4 · черен кон на черно поле d4 · черен топ на бяло поле a2 · бяла пешка на черно поле f2 · бял цар на черно поле e1 | черен цар на черно поле e7 · бял топ на черно поле b6 · бял офицер на бяло поле d5 · черна пешка на черно поле e5 · черна пешка на бяло поле f5 · бяла пешка на бяло поле c4 · черен кон на черно поле d4 · черен топ на бяло поле a2 · бяла пешка на черно поле f2 · бял цар на черно поле e1 | черен цар на черно поле e7 · бял топ на черно поле b6 · бял офицер на бяло поле d5 · черна пешка на черно поле e5 · черна пешка на бяло поле f5 · бяла пешка на бяло поле c4 · черен кон на черно поле d4 · черен топ на бяло поле a2 · бяла пешка на черно поле f2 · бял цар на черно поле e1 | черен цар на черно поле e7 · бял топ на черно поле b6 · бял офицер на бяло поле d5 · черна пешка на черно поле e5 · черна пешка на бяло поле f5 · бяла пешка на бяло поле c4 · черен кон на черно поле d4 · черен топ на бяло поле a2 · бяла пешка на черно поле f2 · бял цар на черно поле e1 | 7 |
| 6 | черен цар на черно поле e7 · бял топ на черно поле b6 · бял офицер на бяло поле d5 · черна пешка на черно поле e5 · черна пешка на бяло поле f5 · бяла пешка на бяло поле c4 · черен кон на черно поле d4 · черен топ на бяло поле a2 · бяла пешка на черно поле f2 · бял цар на черно поле e1 | черен цар на черно поле e7 · бял топ на черно поле b6 · бял офицер на бяло поле d5 · черна пешка на черно поле e5 · черна пешка на бяло поле f5 · бяла пешка на бяло поле c4 · черен кон на черно поле d4 · черен топ на бяло поле a2 · бяла пешка на черно поле f2 · бял цар на черно поле e1 | черен цар на черно поле e7 · бял топ на черно поле b6 · бял офицер на бяло поле d5 · черна пешка на черно поле e5 · черна пешка на бяло поле f5 · бяла пешка на бяло поле c4 · черен кон на черно поле d4 · черен топ на бяло поле a2 · бяла пешка на черно поле f2 · бял цар на черно поле e1 | черен цар на черно поле e7 · бял топ на черно поле b6 · бял офицер на бяло поле d5 · черна пешка на черно поле e5 · черна пешка на бяло поле f5 · бяла пешка на бяло поле c4 · черен кон на черно поле d4 · черен топ на бяло поле a2 · бяла пешка на черно поле f2 · бял цар на черно поле e1 | черен цар на черно поле e7 · бял топ на черно поле b6 · бял офицер на бяло поле d5 · черна пешка на черно поле e5 · черна пешка на бяло поле f5 · бяла пешка на бяло поле c4 · черен кон на черно поле d4 · черен топ на бяло поле a2 · бяла пешка на черно поле f2 · бял цар на черно поле e1 | черен цар на черно поле e7 · бял топ на черно поле b6 · бял офицер на бяло поле d5 · черна пешка на черно поле e5 · черна пешка на бяло поле f5 · бяла пешка на бяло поле c4 · черен кон на черно поле d4 · черен топ на бяло поле a2 · бяла пешка на черно поле f2 · бял цар на черно поле e1 | черен цар на черно поле e7 · бял топ на черно поле b6 · бял офицер на бяло поле d5 · черна пешка на черно поле e5 · черна пешка на бяло поле f5 · бяла пешка на бяло поле c4 · черен кон на черно поле d4 · черен топ на бяло поле a2 · бяла пешка на черно поле f2 · бял цар на черно поле e1 | черен цар на черно поле e7 · бял топ на черно поле b6 · бял офицер на бяло поле d5 · черна пешка на черно поле e5 · черна пешка на бяло поле f5 · бяла пешка на бяло поле c4 · черен кон на черно поле d4 · черен топ на бяло поле a2 · бяла пешка на черно поле f2 · бял цар на черно поле e1 | 6 |
| 5 | черен цар на черно поле e7 · бял топ на черно поле b6 · бял офицер на бяло поле d5 · черна пешка на черно поле e5 · черна пешка на бяло поле f5 · бяла пешка на бяло поле c4 · черен кон на черно поле d4 · черен топ на бяло поле a2 · бяла пешка на черно поле f2 · бял цар на черно поле e1 | черен цар на черно поле e7 · бял топ на черно поле b6 · бял офицер на бяло поле d5 · черна пешка на черно поле e5 · черна пешка на бяло поле f5 · бяла пешка на бяло поле c4 · черен кон на черно поле d4 · черен топ на бяло поле a2 · бяла пешка на черно поле f2 · бял цар на черно поле e1 | черен цар на черно поле e7 · бял топ на черно поле b6 · бял офицер на бяло поле d5 · черна пешка на черно поле e5 · черна пешка на бяло поле f5 · бяла пешка на бяло поле c4 · черен кон на черно поле d4 · черен топ на бяло поле a2 · бяла пешка на черно поле f2 · бял цар на черно поле e1 | черен цар на черно поле e7 · бял топ на черно поле b6 · бял офицер на бяло поле d5 · черна пешка на черно поле e5 · черна пешка на бяло поле f5 · бяла пешка на бяло поле c4 · черен кон на черно поле d4 · черен топ на бяло поле a2 · бяла пешка на черно поле f2 · бял цар на черно поле e1 | черен цар на черно поле e7 · бял топ на черно поле b6 · бял офицер на бяло поле d5 · черна пешка на черно поле e5 · черна пешка на бяло поле f5 · бяла пешка на бяло поле c4 · черен кон на черно поле d4 · черен топ на бяло поле a2 · бяла пешка на черно поле f2 · бял цар на черно поле e1 | черен цар на черно поле e7 · бял топ на черно поле b6 · бял офицер на бяло поле d5 · черна пешка на черно поле e5 · черна пешка на бяло поле f5 · бяла пешка на бяло поле c4 · черен кон на черно поле d4 · черен топ на бяло поле a2 · бяла пешка на черно поле f2 · бял цар на черно поле e1 | черен цар на черно поле e7 · бял топ на черно поле b6 · бял офицер на бяло поле d5 · черна пешка на черно поле e5 · черна пешка на бяло поле f5 · бяла пешка на бяло поле c4 · черен кон на черно поле d4 · черен топ на бяло поле a2 · бяла пешка на черно поле f2 · бял цар на черно поле e1 | черен цар на черно поле e7 · бял топ на черно поле b6 · бял офицер на бяло поле d5 · черна пешка на черно поле e5 · черна пешка на бяло поле f5 · бяла пешка на бяло поле c4 · черен кон на черно поле d4 · черен топ на бяло поле a2 · бяла пешка на черно поле f2 · бял цар на черно поле e1 | 5 |
| 4 | черен цар на черно поле e7 · бял топ на черно поле b6 · бял офицер на бяло поле d5 · черна пешка на черно поле e5 · черна пешка на бяло поле f5 · бяла пешка на бяло поле c4 · черен кон на черно поле d4 · черен топ на бяло поле a2 · бяла пешка на черно поле f2 · бял цар на черно поле e1 | черен цар на черно поле e7 · бял топ на черно поле b6 · бял офицер на бяло поле d5 · черна пешка на черно поле e5 · черна пешка на бяло поле f5 · бяла пешка на бяло поле c4 · черен кон на черно поле d4 · черен топ на бяло поле a2 · бяла пешка на черно поле f2 · бял цар на черно поле e1 | черен цар на черно поле e7 · бял топ на черно поле b6 · бял офицер на бяло поле d5 · черна пешка на черно поле e5 · черна пешка на бяло поле f5 · бяла пешка на бяло поле c4 · черен кон на черно поле d4 · черен топ на бяло поле a2 · бяла пешка на черно поле f2 · бял цар на черно поле e1 | черен цар на черно поле e7 · бял топ на черно поле b6 · бял офицер на бяло поле d5 · черна пешка на черно поле e5 · черна пешка на бяло поле f5 · бяла пешка на бяло поле c4 · черен кон на черно поле d4 · черен топ на бяло поле a2 · бяла пешка на черно поле f2 · бял цар на черно поле e1 | черен цар на черно поле e7 · бял топ на черно поле b6 · бял офицер на бяло поле d5 · черна пешка на черно поле e5 · черна пешка на бяло поле f5 · бяла пешка на бяло поле c4 · черен кон на черно поле d4 · черен топ на бяло поле a2 · бяла пешка на черно поле f2 · бял цар на черно поле e1 | черен цар на черно поле e7 · бял топ на черно поле b6 · бял офицер на бяло поле d5 · черна пешка на черно поле e5 · черна пешка на бяло поле f5 · бяла пешка на бяло поле c4 · черен кон на черно поле d4 · черен топ на бяло поле a2 · бяла пешка на черно поле f2 · бял цар на черно поле e1 | черен цар на черно поле e7 · бял топ на черно поле b6 · бял офицер на бяло поле d5 · черна пешка на черно поле e5 · черна пешка на бяло поле f5 · бяла пешка на бяло поле c4 · черен кон на черно поле d4 · черен топ на бяло поле a2 · бяла пешка на черно поле f2 · бял цар на черно поле e1 | черен цар на черно поле e7 · бял топ на черно поле b6 · бял офицер на бяло поле d5 · черна пешка на черно поле e5 · черна пешка на бяло поле f5 · бяла пешка на бяло поле c4 · черен кон на черно поле d4 · черен топ на бяло поле a2 · бяла пешка на черно поле f2 · бял цар на черно поле e1 | 4 |
| 3 | черен цар на черно поле e7 · бял топ на черно поле b6 · бял офицер на бяло поле d5 · черна пешка на черно поле e5 · черна пешка на бяло поле f5 · бяла пешка на бяло поле c4 · черен кон на черно поле d4 · черен топ на бяло поле a2 · бяла пешка на черно поле f2 · бял цар на черно поле e1 | черен цар на черно поле e7 · бял топ на черно поле b6 · бял офицер на бяло поле d5 · черна пешка на черно поле e5 · черна пешка на бяло поле f5 · бяла пешка на бяло поле c4 · черен кон на черно поле d4 · черен топ на бяло поле a2 · бяла пешка на черно поле f2 · бял цар на черно поле e1 | черен цар на черно поле e7 · бял топ на черно поле b6 · бял офицер на бяло поле d5 · черна пешка на черно поле e5 · черна пешка на бяло поле f5 · бяла пешка на бяло поле c4 · черен кон на черно поле d4 · черен топ на бяло поле a2 · бяла пешка на черно поле f2 · бял цар на черно поле e1 | черен цар на черно поле e7 · бял топ на черно поле b6 · бял офицер на бяло поле d5 · черна пешка на черно поле e5 · черна пешка на бяло поле f5 · бяла пешка на бяло поле c4 · черен кон на черно поле d4 · черен топ на бяло поле a2 · бяла пешка на черно поле f2 · бял цар на черно поле e1 | черен цар на черно поле e7 · бял топ на черно поле b6 · бял офицер на бяло поле d5 · черна пешка на черно поле e5 · черна пешка на бяло поле f5 · бяла пешка на бяло поле c4 · черен кон на черно поле d4 · черен топ на бяло поле a2 · бяла пешка на черно поле f2 · бял цар на черно поле e1 | черен цар на черно поле e7 · бял топ на черно поле b6 · бял офицер на бяло поле d5 · черна пешка на черно поле e5 · черна пешка на бяло поле f5 · бяла пешка на бяло поле c4 · черен кон на черно поле d4 · черен топ на бяло поле a2 · бяла пешка на черно поле f2 · бял цар на черно поле e1 | черен цар на черно поле e7 · бял топ на черно поле b6 · бял офицер на бяло поле d5 · черна пешка на черно поле e5 · черна пешка на бяло поле f5 · бяла пешка на бяло поле c4 · черен кон на черно поле d4 · черен топ на бяло поле a2 · бяла пешка на черно поле f2 · бял цар на черно поле e1 | черен цар на черно поле e7 · бял топ на черно поле b6 · бял офицер на бяло поле d5 · черна пешка на черно поле e5 · черна пешка на бяло поле f5 · бяла пешка на бяло поле c4 · черен кон на черно поле d4 · черен топ на бяло поле a2 · бяла пешка на черно поле f2 · бял цар на черно поле e1 | 3 |
| 2 | черен цар на черно поле e7 · бял топ на черно поле b6 · бял офицер на бяло поле d5 · черна пешка на черно поле e5 · черна пешка на бяло поле f5 · бяла пешка на бяло поле c4 · черен кон на черно поле d4 · черен топ на бяло поле a2 · бяла пешка на черно поле f2 · бял цар на черно поле e1 | черен цар на черно поле e7 · бял топ на черно поле b6 · бял офицер на бяло поле d5 · черна пешка на черно поле e5 · черна пешка на бяло поле f5 · бяла пешка на бяло поле c4 · черен кон на черно поле d4 · черен топ на бяло поле a2 · бяла пешка на черно поле f2 · бял цар на черно поле e1 | черен цар на черно поле e7 · бял топ на черно поле b6 · бял офицер на бяло поле d5 · черна пешка на черно поле e5 · черна пешка на бяло поле f5 · бяла пешка на бяло поле c4 · черен кон на черно поле d4 · черен топ на бяло поле a2 · бяла пешка на черно поле f2 · бял цар на черно поле e1 | черен цар на черно поле e7 · бял топ на черно поле b6 · бял офицер на бяло поле d5 · черна пешка на черно поле e5 · черна пешка на бяло поле f5 · бяла пешка на бяло поле c4 · черен кон на черно поле d4 · черен топ на бяло поле a2 · бяла пешка на черно поле f2 · бял цар на черно поле e1 | черен цар на черно поле e7 · бял топ на черно поле b6 · бял офицер на бяло поле d5 · черна пешка на черно поле e5 · черна пешка на бяло поле f5 · бяла пешка на бяло поле c4 · черен кон на черно поле d4 · черен топ на бяло поле a2 · бяла пешка на черно поле f2 · бял цар на черно поле e1 | черен цар на черно поле e7 · бял топ на черно поле b6 · бял офицер на бяло поле d5 · черна пешка на черно поле e5 · черна пешка на бяло поле f5 · бяла пешка на бяло поле c4 · черен кон на черно поле d4 · черен топ на бяло поле a2 · бяла пешка на черно поле f2 · бял цар на черно поле e1 | черен цар на черно поле e7 · бял топ на черно поле b6 · бял офицер на бяло поле d5 · черна пешка на черно поле e5 · черна пешка на бяло поле f5 · бяла пешка на бяло поле c4 · черен кон на черно поле d4 · черен топ на бяло поле a2 · бяла пешка на черно поле f2 · бял цар на черно поле e1 | черен цар на черно поле e7 · бял топ на черно поле b6 · бял офицер на бяло поле d5 · черна пешка на черно поле e5 · черна пешка на бяло поле f5 · бяла пешка на бяло поле c4 · черен кон на черно поле d4 · черен топ на бяло поле a2 · бяла пешка на черно поле f2 · бял цар на черно поле e1 | 2 |
| 1 | черен цар на черно поле e7 · бял топ на черно поле b6 · бял офицер на бяло поле d5 · черна пешка на черно поле e5 · черна пешка на бяло поле f5 · бяла пешка на бяло поле c4 · черен кон на черно поле d4 · черен топ на бяло поле a2 · бяла пешка на черно поле f2 · бял цар на черно поле e1 | черен цар на черно поле e7 · бял топ на черно поле b6 · бял офицер на бяло поле d5 · черна пешка на черно поле e5 · черна пешка на бяло поле f5 · бяла пешка на бяло поле c4 · черен кон на черно поле d4 · черен топ на бяло поле a2 · бяла пешка на черно поле f2 · бял цар на черно поле e1 | черен цар на черно поле e7 · бял топ на черно поле b6 · бял офицер на бяло поле d5 · черна пешка на черно поле e5 · черна пешка на бяло поле f5 · бяла пешка на бяло поле c4 · черен кон на черно поле d4 · черен топ на бяло поле a2 · бяла пешка на черно поле f2 · бял цар на черно поле e1 | черен цар на черно поле e7 · бял топ на черно поле b6 · бял офицер на бяло поле d5 · черна пешка на черно поле e5 · черна пешка на бяло поле f5 · бяла пешка на бяло поле c4 · черен кон на черно поле d4 · черен топ на бяло поле a2 · бяла пешка на черно поле f2 · бял цар на черно поле e1 | черен цар на черно поле e7 · бял топ на черно поле b6 · бял офицер на бяло поле d5 · черна пешка на черно поле e5 · черна пешка на бяло поле f5 · бяла пешка на бяло поле c4 · черен кон на черно поле d4 · черен топ на бяло поле a2 · бяла пешка на черно поле f2 · бял цар на черно поле e1 | черен цар на черно поле e7 · бял топ на черно поле b6 · бял офицер на бяло поле d5 · черна пешка на черно поле e5 · черна пешка на бяло поле f5 · бяла пешка на бяло поле c4 · черен кон на черно поле d4 · черен топ на бяло поле a2 · бяла пешка на черно поле f2 · бял цар на черно поле e1 | черен цар на черно поле e7 · бял топ на черно поле b6 · бял офицер на бяло поле d5 · черна пешка на черно поле e5 · черна пешка на бяло поле f5 · бяла пешка на бяло поле c4 · черен кон на черно поле d4 · черен топ на бяло поле a2 · бяла пешка на черно поле f2 · бял цар на черно поле e1 | черен цар на черно поле e7 · бял топ на черно поле b6 · бял офицер на бяло поле d5 · черна пешка на черно поле e5 · черна пешка на бяло поле f5 · бяла пешка на бяло поле c4 · черен кон на черно поле d4 · черен топ на бяло поле a2 · бяла пешка на черно поле f2 · бял цар на черно поле e1 | 1 |
|   | a | b | c | d | e | f | g | h |   |

|   | a | b | c | d | e | f | g | h |   |
| 8 | черен цар на черно поле e7 · бял топ на черно поле b6 · бяла пешка на черно поле c5 · бял офицер на бяло поле d5 · черна пешка на бяло поле f5 · бял цар на бяло поле h5 · черна пешка на бяло поле e4 · черен кон на бяло поле f3 · бяла пешка на черно поле f2 · черен топ на черно поле g1 | черен цар на черно поле e7 · бял топ на черно поле b6 · бяла пешка на черно поле c5 · бял офицер на бяло поле d5 · черна пешка на бяло поле f5 · бял цар на бяло поле h5 · черна пешка на бяло поле e4 · черен кон на бяло поле f3 · бяла пешка на черно поле f2 · черен топ на черно поле g1 | черен цар на черно поле e7 · бял топ на черно поле b6 · бяла пешка на черно поле c5 · бял офицер на бяло поле d5 · черна пешка на бяло поле f5 · бял цар на бяло поле h5 · черна пешка на бяло поле e4 · черен кон на бяло поле f3 · бяла пешка на черно поле f2 · черен топ на черно поле g1 | черен цар на черно поле e7 · бял топ на черно поле b6 · бяла пешка на черно поле c5 · бял офицер на бяло поле d5 · черна пешка на бяло поле f5 · бял цар на бяло поле h5 · черна пешка на бяло поле e4 · черен кон на бяло поле f3 · бяла пешка на черно поле f2 · черен топ на черно поле g1 | черен цар на черно поле e7 · бял топ на черно поле b6 · бяла пешка на черно поле c5 · бял офицер на бяло поле d5 · черна пешка на бяло поле f5 · бял цар на бяло поле h5 · черна пешка на бяло поле e4 · черен кон на бяло поле f3 · бяла пешка на черно поле f2 · черен топ на черно поле g1 | черен цар на черно поле e7 · бял топ на черно поле b6 · бяла пешка на черно поле c5 · бял офицер на бяло поле d5 · черна пешка на бяло поле f5 · бял цар на бяло поле h5 · черна пешка на бяло поле e4 · черен кон на бяло поле f3 · бяла пешка на черно поле f2 · черен топ на черно поле g1 | черен цар на черно поле e7 · бял топ на черно поле b6 · бяла пешка на черно поле c5 · бял офицер на бяло поле d5 · черна пешка на бяло поле f5 · бял цар на бяло поле h5 · черна пешка на бяло поле e4 · черен кон на бяло поле f3 · бяла пешка на черно поле f2 · черен топ на черно поле g1 | черен цар на черно поле e7 · бял топ на черно поле b6 · бяла пешка на черно поле c5 · бял офицер на бяло поле d5 · черна пешка на бяло поле f5 · бял цар на бяло поле h5 · черна пешка на бяло поле e4 · черен кон на бяло поле f3 · бяла пешка на черно поле f2 · черен топ на черно поле g1 | 8 |
| 7 | черен цар на черно поле e7 · бял топ на черно поле b6 · бяла пешка на черно поле c5 · бял офицер на бяло поле d5 · черна пешка на бяло поле f5 · бял цар на бяло поле h5 · черна пешка на бяло поле e4 · черен кон на бяло поле f3 · бяла пешка на черно поле f2 · черен топ на черно поле g1 | черен цар на черно поле e7 · бял топ на черно поле b6 · бяла пешка на черно поле c5 · бял офицер на бяло поле d5 · черна пешка на бяло поле f5 · бял цар на бяло поле h5 · черна пешка на бяло поле e4 · черен кон на бяло поле f3 · бяла пешка на черно поле f2 · черен топ на черно поле g1 | черен цар на черно поле e7 · бял топ на черно поле b6 · бяла пешка на черно поле c5 · бял офицер на бяло поле d5 · черна пешка на бяло поле f5 · бял цар на бяло поле h5 · черна пешка на бяло поле e4 · черен кон на бяло поле f3 · бяла пешка на черно поле f2 · черен топ на черно поле g1 | черен цар на черно поле e7 · бял топ на черно поле b6 · бяла пешка на черно поле c5 · бял офицер на бяло поле d5 · черна пешка на бяло поле f5 · бял цар на бяло поле h5 · черна пешка на бяло поле e4 · черен кон на бяло поле f3 · бяла пешка на черно поле f2 · черен топ на черно поле g1 | черен цар на черно поле e7 · бял топ на черно поле b6 · бяла пешка на черно поле c5 · бял офицер на бяло поле d5 · черна пешка на бяло поле f5 · бял цар на бяло поле h5 · черна пешка на бяло поле e4 · черен кон на бяло поле f3 · бяла пешка на черно поле f2 · черен топ на черно поле g1 | черен цар на черно поле e7 · бял топ на черно поле b6 · бяла пешка на черно поле c5 · бял офицер на бяло поле d5 · черна пешка на бяло поле f5 · бял цар на бяло поле h5 · черна пешка на бяло поле e4 · черен кон на бяло поле f3 · бяла пешка на черно поле f2 · черен топ на черно поле g1 | черен цар на черно поле e7 · бял топ на черно поле b6 · бяла пешка на черно поле c5 · бял офицер на бяло поле d5 · черна пешка на бяло поле f5 · бял цар на бяло поле h5 · черна пешка на бяло поле e4 · черен кон на бяло поле f3 · бяла пешка на черно поле f2 · черен топ на черно поле g1 | черен цар на черно поле e7 · бял топ на черно поле b6 · бяла пешка на черно поле c5 · бял офицер на бяло поле d5 · черна пешка на бяло поле f5 · бял цар на бяло поле h5 · черна пешка на бяло поле e4 · черен кон на бяло поле f3 · бяла пешка на черно поле f2 · черен топ на черно поле g1 | 7 |
| 6 | черен цар на черно поле e7 · бял топ на черно поле b6 · бяла пешка на черно поле c5 · бял офицер на бяло поле d5 · черна пешка на бяло поле f5 · бял цар на бяло поле h5 · черна пешка на бяло поле e4 · черен кон на бяло поле f3 · бяла пешка на черно поле f2 · черен топ на черно поле g1 | черен цар на черно поле e7 · бял топ на черно поле b6 · бяла пешка на черно поле c5 · бял офицер на бяло поле d5 · черна пешка на бяло поле f5 · бял цар на бяло поле h5 · черна пешка на бяло поле e4 · черен кон на бяло поле f3 · бяла пешка на черно поле f2 · черен топ на черно поле g1 | черен цар на черно поле e7 · бял топ на черно поле b6 · бяла пешка на черно поле c5 · бял офицер на бяло поле d5 · черна пешка на бяло поле f5 · бял цар на бяло поле h5 · черна пешка на бяло поле e4 · черен кон на бяло поле f3 · бяла пешка на черно поле f2 · черен топ на черно поле g1 | черен цар на черно поле e7 · бял топ на черно поле b6 · бяла пешка на черно поле c5 · бял офицер на бяло поле d5 · черна пешка на бяло поле f5 · бял цар на бяло поле h5 · черна пешка на бяло поле e4 · черен кон на бяло поле f3 · бяла пешка на черно поле f2 · черен топ на черно поле g1 | черен цар на черно поле e7 · бял топ на черно поле b6 · бяла пешка на черно поле c5 · бял офицер на бяло поле d5 · черна пешка на бяло поле f5 · бял цар на бяло поле h5 · черна пешка на бяло поле e4 · черен кон на бяло поле f3 · бяла пешка на черно поле f2 · черен топ на черно поле g1 | черен цар на черно поле e7 · бял топ на черно поле b6 · бяла пешка на черно поле c5 · бял офицер на бяло поле d5 · черна пешка на бяло поле f5 · бял цар на бяло поле h5 · черна пешка на бяло поле e4 · черен кон на бяло поле f3 · бяла пешка на черно поле f2 · черен топ на черно поле g1 | черен цар на черно поле e7 · бял топ на черно поле b6 · бяла пешка на черно поле c5 · бял офицер на бяло поле d5 · черна пешка на бяло поле f5 · бял цар на бяло поле h5 · черна пешка на бяло поле e4 · черен кон на бяло поле f3 · бяла пешка на черно поле f2 · черен топ на черно поле g1 | черен цар на черно поле e7 · бял топ на черно поле b6 · бяла пешка на черно поле c5 · бял офицер на бяло поле d5 · черна пешка на бяло поле f5 · бял цар на бяло поле h5 · черна пешка на бяло поле e4 · черен кон на бяло поле f3 · бяла пешка на черно поле f2 · черен топ на черно поле g1 | 6 |
| 5 | черен цар на черно поле e7 · бял топ на черно поле b6 · бяла пешка на черно поле c5 · бял офицер на бяло поле d5 · черна пешка на бяло поле f5 · бял цар на бяло поле h5 · черна пешка на бяло поле e4 · черен кон на бяло поле f3 · бяла пешка на черно поле f2 · черен топ на черно поле g1 | черен цар на черно поле e7 · бял топ на черно поле b6 · бяла пешка на черно поле c5 · бял офицер на бяло поле d5 · черна пешка на бяло поле f5 · бял цар на бяло поле h5 · черна пешка на бяло поле e4 · черен кон на бяло поле f3 · бяла пешка на черно поле f2 · черен топ на черно поле g1 | черен цар на черно поле e7 · бял топ на черно поле b6 · бяла пешка на черно поле c5 · бял офицер на бяло поле d5 · черна пешка на бяло поле f5 · бял цар на бяло поле h5 · черна пешка на бяло поле e4 · черен кон на бяло поле f3 · бяла пешка на черно поле f2 · черен топ на черно поле g1 | черен цар на черно поле e7 · бял топ на черно поле b6 · бяла пешка на черно поле c5 · бял офицер на бяло поле d5 · черна пешка на бяло поле f5 · бял цар на бяло поле h5 · черна пешка на бяло поле e4 · черен кон на бяло поле f3 · бяла пешка на черно поле f2 · черен топ на черно поле g1 | черен цар на черно поле e7 · бял топ на черно поле b6 · бяла пешка на черно поле c5 · бял офицер на бяло поле d5 · черна пешка на бяло поле f5 · бял цар на бяло поле h5 · черна пешка на бяло поле e4 · черен кон на бяло поле f3 · бяла пешка на черно поле f2 · черен топ на черно поле g1 | черен цар на черно поле e7 · бял топ на черно поле b6 · бяла пешка на черно поле c5 · бял офицер на бяло поле d5 · черна пешка на бяло поле f5 · бял цар на бяло поле h5 · черна пешка на бяло поле e4 · черен кон на бяло поле f3 · бяла пешка на черно поле f2 · черен топ на черно поле g1 | черен цар на черно поле e7 · бял топ на черно поле b6 · бяла пешка на черно поле c5 · бял офицер на бяло поле d5 · черна пешка на бяло поле f5 · бял цар на бяло поле h5 · черна пешка на бяло поле e4 · черен кон на бяло поле f3 · бяла пешка на черно поле f2 · черен топ на черно поле g1 | черен цар на черно поле e7 · бял топ на черно поле b6 · бяла пешка на черно поле c5 · бял офицер на бяло поле d5 · черна пешка на бяло поле f5 · бял цар на бяло поле h5 · черна пешка на бяло поле e4 · черен кон на бяло поле f3 · бяла пешка на черно поле f2 · черен топ на черно поле g1 | 5 |
| 4 | черен цар на черно поле e7 · бял топ на черно поле b6 · бяла пешка на черно поле c5 · бял офицер на бяло поле d5 · черна пешка на бяло поле f5 · бял цар на бяло поле h5 · черна пешка на бяло поле e4 · черен кон на бяло поле f3 · бяла пешка на черно поле f2 · черен топ на черно поле g1 | черен цар на черно поле e7 · бял топ на черно поле b6 · бяла пешка на черно поле c5 · бял офицер на бяло поле d5 · черна пешка на бяло поле f5 · бял цар на бяло поле h5 · черна пешка на бяло поле e4 · черен кон на бяло поле f3 · бяла пешка на черно поле f2 · черен топ на черно поле g1 | черен цар на черно поле e7 · бял топ на черно поле b6 · бяла пешка на черно поле c5 · бял офицер на бяло поле d5 · черна пешка на бяло поле f5 · бял цар на бяло поле h5 · черна пешка на бяло поле e4 · черен кон на бяло поле f3 · бяла пешка на черно поле f2 · черен топ на черно поле g1 | черен цар на черно поле e7 · бял топ на черно поле b6 · бяла пешка на черно поле c5 · бял офицер на бяло поле d5 · черна пешка на бяло поле f5 · бял цар на бяло поле h5 · черна пешка на бяло поле e4 · черен кон на бяло поле f3 · бяла пешка на черно поле f2 · черен топ на черно поле g1 | черен цар на черно поле e7 · бял топ на черно поле b6 · бяла пешка на черно поле c5 · бял офицер на бяло поле d5 · черна пешка на бяло поле f5 · бял цар на бяло поле h5 · черна пешка на бяло поле e4 · черен кон на бяло поле f3 · бяла пешка на черно поле f2 · черен топ на черно поле g1 | черен цар на черно поле e7 · бял топ на черно поле b6 · бяла пешка на черно поле c5 · бял офицер на бяло поле d5 · черна пешка на бяло поле f5 · бял цар на бяло поле h5 · черна пешка на бяло поле e4 · черен кон на бяло поле f3 · бяла пешка на черно поле f2 · черен топ на черно поле g1 | черен цар на черно поле e7 · бял топ на черно поле b6 · бяла пешка на черно поле c5 · бял офицер на бяло поле d5 · черна пешка на бяло поле f5 · бял цар на бяло поле h5 · черна пешка на бяло поле e4 · черен кон на бяло поле f3 · бяла пешка на черно поле f2 · черен топ на черно поле g1 | черен цар на черно поле e7 · бял топ на черно поле b6 · бяла пешка на черно поле c5 · бял офицер на бяло поле d5 · черна пешка на бяло поле f5 · бял цар на бяло поле h5 · черна пешка на бяло поле e4 · черен кон на бяло поле f3 · бяла пешка на черно поле f2 · черен топ на черно поле g1 | 4 |
| 3 | черен цар на черно поле e7 · бял топ на черно поле b6 · бяла пешка на черно поле c5 · бял офицер на бяло поле d5 · черна пешка на бяло поле f5 · бял цар на бяло поле h5 · черна пешка на бяло поле e4 · черен кон на бяло поле f3 · бяла пешка на черно поле f2 · черен топ на черно поле g1 | черен цар на черно поле e7 · бял топ на черно поле b6 · бяла пешка на черно поле c5 · бял офицер на бяло поле d5 · черна пешка на бяло поле f5 · бял цар на бяло поле h5 · черна пешка на бяло поле e4 · черен кон на бяло поле f3 · бяла пешка на черно поле f2 · черен топ на черно поле g1 | черен цар на черно поле e7 · бял топ на черно поле b6 · бяла пешка на черно поле c5 · бял офицер на бяло поле d5 · черна пешка на бяло поле f5 · бял цар на бяло поле h5 · черна пешка на бяло поле e4 · черен кон на бяло поле f3 · бяла пешка на черно поле f2 · черен топ на черно поле g1 | черен цар на черно поле e7 · бял топ на черно поле b6 · бяла пешка на черно поле c5 · бял офицер на бяло поле d5 · черна пешка на бяло поле f5 · бял цар на бяло поле h5 · черна пешка на бяло поле e4 · черен кон на бяло поле f3 · бяла пешка на черно поле f2 · черен топ на черно поле g1 | черен цар на черно поле e7 · бял топ на черно поле b6 · бяла пешка на черно поле c5 · бял офицер на бяло поле d5 · черна пешка на бяло поле f5 · бял цар на бяло поле h5 · черна пешка на бяло поле e4 · черен кон на бяло поле f3 · бяла пешка на черно поле f2 · черен топ на черно поле g1 | черен цар на черно поле e7 · бял топ на черно поле b6 · бяла пешка на черно поле c5 · бял офицер на бяло поле d5 · черна пешка на бяло поле f5 · бял цар на бяло поле h5 · черна пешка на бяло поле e4 · черен кон на бяло поле f3 · бяла пешка на черно поле f2 · черен топ на черно поле g1 | черен цар на черно поле e7 · бял топ на черно поле b6 · бяла пешка на черно поле c5 · бял офицер на бяло поле d5 · черна пешка на бяло поле f5 · бял цар на бяло поле h5 · черна пешка на бяло поле e4 · черен кон на бяло поле f3 · бяла пешка на черно поле f2 · черен топ на черно поле g1 | черен цар на черно поле e7 · бял топ на черно поле b6 · бяла пешка на черно поле c5 · бял офицер на бяло поле d5 · черна пешка на бяло поле f5 · бял цар на бяло поле h5 · черна пешка на бяло поле e4 · черен кон на бяло поле f3 · бяла пешка на черно поле f2 · черен топ на черно поле g1 | 3 |
| 2 | черен цар на черно поле e7 · бял топ на черно поле b6 · бяла пешка на черно поле c5 · бял офицер на бяло поле d5 · черна пешка на бяло поле f5 · бял цар на бяло поле h5 · черна пешка на бяло поле e4 · черен кон на бяло поле f3 · бяла пешка на черно поле f2 · черен топ на черно поле g1 | черен цар на черно поле e7 · бял топ на черно поле b6 · бяла пешка на черно поле c5 · бял офицер на бяло поле d5 · черна пешка на бяло поле f5 · бял цар на бяло поле h5 · черна пешка на бяло поле e4 · черен кон на бяло поле f3 · бяла пешка на черно поле f2 · черен топ на черно поле g1 | черен цар на черно поле e7 · бял топ на черно поле b6 · бяла пешка на черно поле c5 · бял офицер на бяло поле d5 · черна пешка на бяло поле f5 · бял цар на бяло поле h5 · черна пешка на бяло поле e4 · черен кон на бяло поле f3 · бяла пешка на черно поле f2 · черен топ на черно поле g1 | черен цар на черно поле e7 · бял топ на черно поле b6 · бяла пешка на черно поле c5 · бял офицер на бяло поле d5 · черна пешка на бяло поле f5 · бял цар на бяло поле h5 · черна пешка на бяло поле e4 · черен кон на бяло поле f3 · бяла пешка на черно поле f2 · черен топ на черно поле g1 | черен цар на черно поле e7 · бял топ на черно поле b6 · бяла пешка на черно поле c5 · бял офицер на бяло поле d5 · черна пешка на бяло поле f5 · бял цар на бяло поле h5 · черна пешка на бяло поле e4 · черен кон на бяло поле f3 · бяла пешка на черно поле f2 · черен топ на черно поле g1 | черен цар на черно поле e7 · бял топ на черно поле b6 · бяла пешка на черно поле c5 · бял офицер на бяло поле d5 · черна пешка на бяло поле f5 · бял цар на бяло поле h5 · черна пешка на бяло поле e4 · черен кон на бяло поле f3 · бяла пешка на черно поле f2 · черен топ на черно поле g1 | черен цар на черно поле e7 · бял топ на черно поле b6 · бяла пешка на черно поле c5 · бял офицер на бяло поле d5 · черна пешка на бяло поле f5 · бял цар на бяло поле h5 · черна пешка на бяло поле e4 · черен кон на бяло поле f3 · бяла пешка на черно поле f2 · черен топ на черно поле g1 | черен цар на черно поле e7 · бял топ на черно поле b6 · бяла пешка на черно поле c5 · бял офицер на бяло поле d5 · черна пешка на бяло поле f5 · бял цар на бяло поле h5 · черна пешка на бяло поле e4 · черен кон на бяло поле f3 · бяла пешка на черно поле f2 · черен топ на черно поле g1 | 2 |
| 1 | черен цар на черно поле e7 · бял топ на черно поле b6 · бяла пешка на черно поле c5 · бял офицер на бяло поле d5 · черна пешка на бяло поле f5 · бял цар на бяло поле h5 · черна пешка на бяло поле e4 · черен кон на бяло поле f3 · бяла пешка на черно поле f2 · черен топ на черно поле g1 | черен цар на черно поле e7 · бял топ на черно поле b6 · бяла пешка на черно поле c5 · бял офицер на бяло поле d5 · черна пешка на бяло поле f5 · бял цар на бяло поле h5 · черна пешка на бяло поле e4 · черен кон на бяло поле f3 · бяла пешка на черно поле f2 · черен топ на черно поле g1 | черен цар на черно поле e7 · бял топ на черно поле b6 · бяла пешка на черно поле c5 · бял офицер на бяло поле d5 · черна пешка на бяло поле f5 · бял цар на бяло поле h5 · черна пешка на бяло поле e4 · черен кон на бяло поле f3 · бяла пешка на черно поле f2 · черен топ на черно поле g1 | черен цар на черно поле e7 · бял топ на черно поле b6 · бяла пешка на черно поле c5 · бял офицер на бяло поле d5 · черна пешка на бяло поле f5 · бял цар на бяло поле h5 · черна пешка на бяло поле e4 · черен кон на бяло поле f3 · бяла пешка на черно поле f2 · черен топ на черно поле g1 | черен цар на черно поле e7 · бял топ на черно поле b6 · бяла пешка на черно поле c5 · бял офицер на бяло поле d5 · черна пешка на бяло поле f5 · бял цар на бяло поле h5 · черна пешка на бяло поле e4 · черен кон на бяло поле f3 · бяла пешка на черно поле f2 · черен топ на черно поле g1 | черен цар на черно поле e7 · бял топ на черно поле b6 · бяла пешка на черно поле c5 · бял офицер на бяло поле d5 · черна пешка на бяло поле f5 · бял цар на бяло поле h5 · черна пешка на бяло поле e4 · черен кон на бяло поле f3 · бяла пешка на черно поле f2 · черен топ на черно поле g1 | черен цар на черно поле e7 · бял топ на черно поле b6 · бяла пешка на черно поле c5 · бял офицер на бяло поле d5 · черна пешка на бяло поле f5 · бял цар на бяло поле h5 · черна пешка на бяло поле e4 · черен кон на бяло поле f3 · бяла пешка на черно поле f2 · черен топ на черно поле g1 | черен цар на черно поле e7 · бял топ на черно поле b6 · бяла пешка на черно поле c5 · бял офицер на бяло поле d5 · черна пешка на бяло поле f5 · бял цар на бяло поле h5 · черна пешка на бяло поле e4 · черен кон на бяло поле f3 · бяла пешка на черно поле f2 · черен топ на черно поле g1 | 1 |
|   | a | b | c | d | e | f | g | h |   |

|   | a | b | c | d | e | f | g | h |   |
| 8 | бяла пешка на черно поле c7 · черен цар на черно поле e7 · бял топ на черно поле b6 · бял офицер на бяло поле d5 · бял цар на бяло поле f5 · черна пешка на бяло поле e4 · черен кон на бяло поле f3 · черен топ на бяло поле g2 | бяла пешка на черно поле c7 · черен цар на черно поле e7 · бял топ на черно поле b6 · бял офицер на бяло поле d5 · бял цар на бяло поле f5 · черна пешка на бяло поле e4 · черен кон на бяло поле f3 · черен топ на бяло поле g2 | бяла пешка на черно поле c7 · черен цар на черно поле e7 · бял топ на черно поле b6 · бял офицер на бяло поле d5 · бял цар на бяло поле f5 · черна пешка на бяло поле e4 · черен кон на бяло поле f3 · черен топ на бяло поле g2 | бяла пешка на черно поле c7 · черен цар на черно поле e7 · бял топ на черно поле b6 · бял офицер на бяло поле d5 · бял цар на бяло поле f5 · черна пешка на бяло поле e4 · черен кон на бяло поле f3 · черен топ на бяло поле g2 | бяла пешка на черно поле c7 · черен цар на черно поле e7 · бял топ на черно поле b6 · бял офицер на бяло поле d5 · бял цар на бяло поле f5 · черна пешка на бяло поле e4 · черен кон на бяло поле f3 · черен топ на бяло поле g2 | бяла пешка на черно поле c7 · черен цар на черно поле e7 · бял топ на черно поле b6 · бял офицер на бяло поле d5 · бял цар на бяло поле f5 · черна пешка на бяло поле e4 · черен кон на бяло поле f3 · черен топ на бяло поле g2 | бяла пешка на черно поле c7 · черен цар на черно поле e7 · бял топ на черно поле b6 · бял офицер на бяло поле d5 · бял цар на бяло поле f5 · черна пешка на бяло поле e4 · черен кон на бяло поле f3 · черен топ на бяло поле g2 | бяла пешка на черно поле c7 · черен цар на черно поле e7 · бял топ на черно поле b6 · бял офицер на бяло поле d5 · бял цар на бяло поле f5 · черна пешка на бяло поле e4 · черен кон на бяло поле f3 · черен топ на бяло поле g2 | 8 |
| 7 | бяла пешка на черно поле c7 · черен цар на черно поле e7 · бял топ на черно поле b6 · бял офицер на бяло поле d5 · бял цар на бяло поле f5 · черна пешка на бяло поле e4 · черен кон на бяло поле f3 · черен топ на бяло поле g2 | бяла пешка на черно поле c7 · черен цар на черно поле e7 · бял топ на черно поле b6 · бял офицер на бяло поле d5 · бял цар на бяло поле f5 · черна пешка на бяло поле e4 · черен кон на бяло поле f3 · черен топ на бяло поле g2 | бяла пешка на черно поле c7 · черен цар на черно поле e7 · бял топ на черно поле b6 · бял офицер на бяло поле d5 · бял цар на бяло поле f5 · черна пешка на бяло поле e4 · черен кон на бяло поле f3 · черен топ на бяло поле g2 | бяла пешка на черно поле c7 · черен цар на черно поле e7 · бял топ на черно поле b6 · бял офицер на бяло поле d5 · бял цар на бяло поле f5 · черна пешка на бяло поле e4 · черен кон на бяло поле f3 · черен топ на бяло поле g2 | бяла пешка на черно поле c7 · черен цар на черно поле e7 · бял топ на черно поле b6 · бял офицер на бяло поле d5 · бял цар на бяло поле f5 · черна пешка на бяло поле e4 · черен кон на бяло поле f3 · черен топ на бяло поле g2 | бяла пешка на черно поле c7 · черен цар на черно поле e7 · бял топ на черно поле b6 · бял офицер на бяло поле d5 · бял цар на бяло поле f5 · черна пешка на бяло поле e4 · черен кон на бяло поле f3 · черен топ на бяло поле g2 | бяла пешка на черно поле c7 · черен цар на черно поле e7 · бял топ на черно поле b6 · бял офицер на бяло поле d5 · бял цар на бяло поле f5 · черна пешка на бяло поле e4 · черен кон на бяло поле f3 · черен топ на бяло поле g2 | бяла пешка на черно поле c7 · черен цар на черно поле e7 · бял топ на черно поле b6 · бял офицер на бяло поле d5 · бял цар на бяло поле f5 · черна пешка на бяло поле e4 · черен кон на бяло поле f3 · черен топ на бяло поле g2 | 7 |
| 6 | бяла пешка на черно поле c7 · черен цар на черно поле e7 · бял топ на черно поле b6 · бял офицер на бяло поле d5 · бял цар на бяло поле f5 · черна пешка на бяло поле e4 · черен кон на бяло поле f3 · черен топ на бяло поле g2 | бяла пешка на черно поле c7 · черен цар на черно поле e7 · бял топ на черно поле b6 · бял офицер на бяло поле d5 · бял цар на бяло поле f5 · черна пешка на бяло поле e4 · черен кон на бяло поле f3 · черен топ на бяло поле g2 | бяла пешка на черно поле c7 · черен цар на черно поле e7 · бял топ на черно поле b6 · бял офицер на бяло поле d5 · бял цар на бяло поле f5 · черна пешка на бяло поле e4 · черен кон на бяло поле f3 · черен топ на бяло поле g2 | бяла пешка на черно поле c7 · черен цар на черно поле e7 · бял топ на черно поле b6 · бял офицер на бяло поле d5 · бял цар на бяло поле f5 · черна пешка на бяло поле e4 · черен кон на бяло поле f3 · черен топ на бяло поле g2 | бяла пешка на черно поле c7 · черен цар на черно поле e7 · бял топ на черно поле b6 · бял офицер на бяло поле d5 · бял цар на бяло поле f5 · черна пешка на бяло поле e4 · черен кон на бяло поле f3 · черен топ на бяло поле g2 | бяла пешка на черно поле c7 · черен цар на черно поле e7 · бял топ на черно поле b6 · бял офицер на бяло поле d5 · бял цар на бяло поле f5 · черна пешка на бяло поле e4 · черен кон на бяло поле f3 · черен топ на бяло поле g2 | бяла пешка на черно поле c7 · черен цар на черно поле e7 · бял топ на черно поле b6 · бял офицер на бяло поле d5 · бял цар на бяло поле f5 · черна пешка на бяло поле e4 · черен кон на бяло поле f3 · черен топ на бяло поле g2 | бяла пешка на черно поле c7 · черен цар на черно поле e7 · бял топ на черно поле b6 · бял офицер на бяло поле d5 · бял цар на бяло поле f5 · черна пешка на бяло поле e4 · черен кон на бяло поле f3 · черен топ на бяло поле g2 | 6 |
| 5 | бяла пешка на черно поле c7 · черен цар на черно поле e7 · бял топ на черно поле b6 · бял офицер на бяло поле d5 · бял цар на бяло поле f5 · черна пешка на бяло поле e4 · черен кон на бяло поле f3 · черен топ на бяло поле g2 | бяла пешка на черно поле c7 · черен цар на черно поле e7 · бял топ на черно поле b6 · бял офицер на бяло поле d5 · бял цар на бяло поле f5 · черна пешка на бяло поле e4 · черен кон на бяло поле f3 · черен топ на бяло поле g2 | бяла пешка на черно поле c7 · черен цар на черно поле e7 · бял топ на черно поле b6 · бял офицер на бяло поле d5 · бял цар на бяло поле f5 · черна пешка на бяло поле e4 · черен кон на бяло поле f3 · черен топ на бяло поле g2 | бяла пешка на черно поле c7 · черен цар на черно поле e7 · бял топ на черно поле b6 · бял офицер на бяло поле d5 · бял цар на бяло поле f5 · черна пешка на бяло поле e4 · черен кон на бяло поле f3 · черен топ на бяло поле g2 | бяла пешка на черно поле c7 · черен цар на черно поле e7 · бял топ на черно поле b6 · бял офицер на бяло поле d5 · бял цар на бяло поле f5 · черна пешка на бяло поле e4 · черен кон на бяло поле f3 · черен топ на бяло поле g2 | бяла пешка на черно поле c7 · черен цар на черно поле e7 · бял топ на черно поле b6 · бял офицер на бяло поле d5 · бял цар на бяло поле f5 · черна пешка на бяло поле e4 · черен кон на бяло поле f3 · черен топ на бяло поле g2 | бяла пешка на черно поле c7 · черен цар на черно поле e7 · бял топ на черно поле b6 · бял офицер на бяло поле d5 · бял цар на бяло поле f5 · черна пешка на бяло поле e4 · черен кон на бяло поле f3 · черен топ на бяло поле g2 | бяла пешка на черно поле c7 · черен цар на черно поле e7 · бял топ на черно поле b6 · бял офицер на бяло поле d5 · бял цар на бяло поле f5 · черна пешка на бяло поле e4 · черен кон на бяло поле f3 · черен топ на бяло поле g2 | 5 |
| 4 | бяла пешка на черно поле c7 · черен цар на черно поле e7 · бял топ на черно поле b6 · бял офицер на бяло поле d5 · бял цар на бяло поле f5 · черна пешка на бяло поле e4 · черен кон на бяло поле f3 · черен топ на бяло поле g2 | бяла пешка на черно поле c7 · черен цар на черно поле e7 · бял топ на черно поле b6 · бял офицер на бяло поле d5 · бял цар на бяло поле f5 · черна пешка на бяло поле e4 · черен кон на бяло поле f3 · черен топ на бяло поле g2 | бяла пешка на черно поле c7 · черен цар на черно поле e7 · бял топ на черно поле b6 · бял офицер на бяло поле d5 · бял цар на бяло поле f5 · черна пешка на бяло поле e4 · черен кон на бяло поле f3 · черен топ на бяло поле g2 | бяла пешка на черно поле c7 · черен цар на черно поле e7 · бял топ на черно поле b6 · бял офицер на бяло поле d5 · бял цар на бяло поле f5 · черна пешка на бяло поле e4 · черен кон на бяло поле f3 · черен топ на бяло поле g2 | бяла пешка на черно поле c7 · черен цар на черно поле e7 · бял топ на черно поле b6 · бял офицер на бяло поле d5 · бял цар на бяло поле f5 · черна пешка на бяло поле e4 · черен кон на бяло поле f3 · черен топ на бяло поле g2 | бяла пешка на черно поле c7 · черен цар на черно поле e7 · бял топ на черно поле b6 · бял офицер на бяло поле d5 · бял цар на бяло поле f5 · черна пешка на бяло поле e4 · черен кон на бяло поле f3 · черен топ на бяло поле g2 | бяла пешка на черно поле c7 · черен цар на черно поле e7 · бял топ на черно поле b6 · бял офицер на бяло поле d5 · бял цар на бяло поле f5 · черна пешка на бяло поле e4 · черен кон на бяло поле f3 · черен топ на бяло поле g2 | бяла пешка на черно поле c7 · черен цар на черно поле e7 · бял топ на черно поле b6 · бял офицер на бяло поле d5 · бял цар на бяло поле f5 · черна пешка на бяло поле e4 · черен кон на бяло поле f3 · черен топ на бяло поле g2 | 4 |
| 3 | бяла пешка на черно поле c7 · черен цар на черно поле e7 · бял топ на черно поле b6 · бял офицер на бяло поле d5 · бял цар на бяло поле f5 · черна пешка на бяло поле e4 · черен кон на бяло поле f3 · черен топ на бяло поле g2 | бяла пешка на черно поле c7 · черен цар на черно поле e7 · бял топ на черно поле b6 · бял офицер на бяло поле d5 · бял цар на бяло поле f5 · черна пешка на бяло поле e4 · черен кон на бяло поле f3 · черен топ на бяло поле g2 | бяла пешка на черно поле c7 · черен цар на черно поле e7 · бял топ на черно поле b6 · бял офицер на бяло поле d5 · бял цар на бяло поле f5 · черна пешка на бяло поле e4 · черен кон на бяло поле f3 · черен топ на бяло поле g2 | бяла пешка на черно поле c7 · черен цар на черно поле e7 · бял топ на черно поле b6 · бял офицер на бяло поле d5 · бял цар на бяло поле f5 · черна пешка на бяло поле e4 · черен кон на бяло поле f3 · черен топ на бяло поле g2 | бяла пешка на черно поле c7 · черен цар на черно поле e7 · бял топ на черно поле b6 · бял офицер на бяло поле d5 · бял цар на бяло поле f5 · черна пешка на бяло поле e4 · черен кон на бяло поле f3 · черен топ на бяло поле g2 | бяла пешка на черно поле c7 · черен цар на черно поле e7 · бял топ на черно поле b6 · бял офицер на бяло поле d5 · бял цар на бяло поле f5 · черна пешка на бяло поле e4 · черен кон на бяло поле f3 · черен топ на бяло поле g2 | бяла пешка на черно поле c7 · черен цар на черно поле e7 · бял топ на черно поле b6 · бял офицер на бяло поле d5 · бял цар на бяло поле f5 · черна пешка на бяло поле e4 · черен кон на бяло поле f3 · черен топ на бяло поле g2 | бяла пешка на черно поле c7 · черен цар на черно поле e7 · бял топ на черно поле b6 · бял офицер на бяло поле d5 · бял цар на бяло поле f5 · черна пешка на бяло поле e4 · черен кон на бяло поле f3 · черен топ на бяло поле g2 | 3 |
| 2 | бяла пешка на черно поле c7 · черен цар на черно поле e7 · бял топ на черно поле b6 · бял офицер на бяло поле d5 · бял цар на бяло поле f5 · черна пешка на бяло поле e4 · черен кон на бяло поле f3 · черен топ на бяло поле g2 | бяла пешка на черно поле c7 · черен цар на черно поле e7 · бял топ на черно поле b6 · бял офицер на бяло поле d5 · бял цар на бяло поле f5 · черна пешка на бяло поле e4 · черен кон на бяло поле f3 · черен топ на бяло поле g2 | бяла пешка на черно поле c7 · черен цар на черно поле e7 · бял топ на черно поле b6 · бял офицер на бяло поле d5 · бял цар на бяло поле f5 · черна пешка на бяло поле e4 · черен кон на бяло поле f3 · черен топ на бяло поле g2 | бяла пешка на черно поле c7 · черен цар на черно поле e7 · бял топ на черно поле b6 · бял офицер на бяло поле d5 · бял цар на бяло поле f5 · черна пешка на бяло поле e4 · черен кон на бяло поле f3 · черен топ на бяло поле g2 | бяла пешка на черно поле c7 · черен цар на черно поле e7 · бял топ на черно поле b6 · бял офицер на бяло поле d5 · бял цар на бяло поле f5 · черна пешка на бяло поле e4 · черен кон на бяло поле f3 · черен топ на бяло поле g2 | бяла пешка на черно поле c7 · черен цар на черно поле e7 · бял топ на черно поле b6 · бял офицер на бяло поле d5 · бял цар на бяло поле f5 · черна пешка на бяло поле e4 · черен кон на бяло поле f3 · черен топ на бяло поле g2 | бяла пешка на черно поле c7 · черен цар на черно поле e7 · бял топ на черно поле b6 · бял офицер на бяло поле d5 · бял цар на бяло поле f5 · черна пешка на бяло поле e4 · черен кон на бяло поле f3 · черен топ на бяло поле g2 | бяла пешка на черно поле c7 · черен цар на черно поле e7 · бял топ на черно поле b6 · бял офицер на бяло поле d5 · бял цар на бяло поле f5 · черна пешка на бяло поле e4 · черен кон на бяло поле f3 · черен топ на бяло поле g2 | 2 |
| 1 | бяла пешка на черно поле c7 · черен цар на черно поле e7 · бял топ на черно поле b6 · бял офицер на бяло поле d5 · бял цар на бяло поле f5 · черна пешка на бяло поле e4 · черен кон на бяло поле f3 · черен топ на бяло поле g2 | бяла пешка на черно поле c7 · черен цар на черно поле e7 · бял топ на черно поле b6 · бял офицер на бяло поле d5 · бял цар на бяло поле f5 · черна пешка на бяло поле e4 · черен кон на бяло поле f3 · черен топ на бяло поле g2 | бяла пешка на черно поле c7 · черен цар на черно поле e7 · бял топ на черно поле b6 · бял офицер на бяло поле d5 · бял цар на бяло поле f5 · черна пешка на бяло поле e4 · черен кон на бяло поле f3 · черен топ на бяло поле g2 | бяла пешка на черно поле c7 · черен цар на черно поле e7 · бял топ на черно поле b6 · бял офицер на бяло поле d5 · бял цар на бяло поле f5 · черна пешка на бяло поле e4 · черен кон на бяло поле f3 · черен топ на бяло поле g2 | бяла пешка на черно поле c7 · черен цар на черно поле e7 · бял топ на черно поле b6 · бял офицер на бяло поле d5 · бял цар на бяло поле f5 · черна пешка на бяло поле e4 · черен кон на бяло поле f3 · черен топ на бяло поле g2 | бяла пешка на черно поле c7 · черен цар на черно поле e7 · бял топ на черно поле b6 · бял офицер на бяло поле d5 · бял цар на бяло поле f5 · черна пешка на бяло поле e4 · черен кон на бяло поле f3 · черен топ на бяло поле g2 | бяла пешка на черно поле c7 · черен цар на черно поле e7 · бял топ на черно поле b6 · бял офицер на бяло поле d5 · бял цар на бяло поле f5 · черна пешка на бяло поле e4 · черен кон на бяло поле f3 · черен топ на бяло поле g2 | бяла пешка на черно поле c7 · черен цар на черно поле e7 · бял топ на черно поле b6 · бял офицер на бяло поле d5 · бял цар на бяло поле f5 · черна пешка на бяло поле e4 · черен кон на бяло поле f3 · черен топ на бяло поле g2 | 1 |
|   | a | b | c | d | e | f | g | h |   |

|   | a | b | c | d | e | f | g | h |   |
| 8 | бяла пешка на черно поле c7 · черен цар на бяло поле d7 · бял топ на бяло поле c6 · бял офицер на бяло поле d5 · черен топ на черно поле g5 · бял цар на черно поле f4 · черен кон на черно поле d2 | бяла пешка на черно поле c7 · черен цар на бяло поле d7 · бял топ на бяло поле c6 · бял офицер на бяло поле d5 · черен топ на черно поле g5 · бял цар на черно поле f4 · черен кон на черно поле d2 | бяла пешка на черно поле c7 · черен цар на бяло поле d7 · бял топ на бяло поле c6 · бял офицер на бяло поле d5 · черен топ на черно поле g5 · бял цар на черно поле f4 · черен кон на черно поле d2 | бяла пешка на черно поле c7 · черен цар на бяло поле d7 · бял топ на бяло поле c6 · бял офицер на бяло поле d5 · черен топ на черно поле g5 · бял цар на черно поле f4 · черен кон на черно поле d2 | бяла пешка на черно поле c7 · черен цар на бяло поле d7 · бял топ на бяло поле c6 · бял офицер на бяло поле d5 · черен топ на черно поле g5 · бял цар на черно поле f4 · черен кон на черно поле d2 | бяла пешка на черно поле c7 · черен цар на бяло поле d7 · бял топ на бяло поле c6 · бял офицер на бяло поле d5 · черен топ на черно поле g5 · бял цар на черно поле f4 · черен кон на черно поле d2 | бяла пешка на черно поле c7 · черен цар на бяло поле d7 · бял топ на бяло поле c6 · бял офицер на бяло поле d5 · черен топ на черно поле g5 · бял цар на черно поле f4 · черен кон на черно поле d2 | бяла пешка на черно поле c7 · черен цар на бяло поле d7 · бял топ на бяло поле c6 · бял офицер на бяло поле d5 · черен топ на черно поле g5 · бял цар на черно поле f4 · черен кон на черно поле d2 | 8 |
| 7 | бяла пешка на черно поле c7 · черен цар на бяло поле d7 · бял топ на бяло поле c6 · бял офицер на бяло поле d5 · черен топ на черно поле g5 · бял цар на черно поле f4 · черен кон на черно поле d2 | бяла пешка на черно поле c7 · черен цар на бяло поле d7 · бял топ на бяло поле c6 · бял офицер на бяло поле d5 · черен топ на черно поле g5 · бял цар на черно поле f4 · черен кон на черно поле d2 | бяла пешка на черно поле c7 · черен цар на бяло поле d7 · бял топ на бяло поле c6 · бял офицер на бяло поле d5 · черен топ на черно поле g5 · бял цар на черно поле f4 · черен кон на черно поле d2 | бяла пешка на черно поле c7 · черен цар на бяло поле d7 · бял топ на бяло поле c6 · бял офицер на бяло поле d5 · черен топ на черно поле g5 · бял цар на черно поле f4 · черен кон на черно поле d2 | бяла пешка на черно поле c7 · черен цар на бяло поле d7 · бял топ на бяло поле c6 · бял офицер на бяло поле d5 · черен топ на черно поле g5 · бял цар на черно поле f4 · черен кон на черно поле d2 | бяла пешка на черно поле c7 · черен цар на бяло поле d7 · бял топ на бяло поле c6 · бял офицер на бяло поле d5 · черен топ на черно поле g5 · бял цар на черно поле f4 · черен кон на черно поле d2 | бяла пешка на черно поле c7 · черен цар на бяло поле d7 · бял топ на бяло поле c6 · бял офицер на бяло поле d5 · черен топ на черно поле g5 · бял цар на черно поле f4 · черен кон на черно поле d2 | бяла пешка на черно поле c7 · черен цар на бяло поле d7 · бял топ на бяло поле c6 · бял офицер на бяло поле d5 · черен топ на черно поле g5 · бял цар на черно поле f4 · черен кон на черно поле d2 | 7 |
| 6 | бяла пешка на черно поле c7 · черен цар на бяло поле d7 · бял топ на бяло поле c6 · бял офицер на бяло поле d5 · черен топ на черно поле g5 · бял цар на черно поле f4 · черен кон на черно поле d2 | бяла пешка на черно поле c7 · черен цар на бяло поле d7 · бял топ на бяло поле c6 · бял офицер на бяло поле d5 · черен топ на черно поле g5 · бял цар на черно поле f4 · черен кон на черно поле d2 | бяла пешка на черно поле c7 · черен цар на бяло поле d7 · бял топ на бяло поле c6 · бял офицер на бяло поле d5 · черен топ на черно поле g5 · бял цар на черно поле f4 · черен кон на черно поле d2 | бяла пешка на черно поле c7 · черен цар на бяло поле d7 · бял топ на бяло поле c6 · бял офицер на бяло поле d5 · черен топ на черно поле g5 · бял цар на черно поле f4 · черен кон на черно поле d2 | бяла пешка на черно поле c7 · черен цар на бяло поле d7 · бял топ на бяло поле c6 · бял офицер на бяло поле d5 · черен топ на черно поле g5 · бял цар на черно поле f4 · черен кон на черно поле d2 | бяла пешка на черно поле c7 · черен цар на бяло поле d7 · бял топ на бяло поле c6 · бял офицер на бяло поле d5 · черен топ на черно поле g5 · бял цар на черно поле f4 · черен кон на черно поле d2 | бяла пешка на черно поле c7 · черен цар на бяло поле d7 · бял топ на бяло поле c6 · бял офицер на бяло поле d5 · черен топ на черно поле g5 · бял цар на черно поле f4 · черен кон на черно поле d2 | бяла пешка на черно поле c7 · черен цар на бяло поле d7 · бял топ на бяло поле c6 · бял офицер на бяло поле d5 · черен топ на черно поле g5 · бял цар на черно поле f4 · черен кон на черно поле d2 | 6 |
| 5 | бяла пешка на черно поле c7 · черен цар на бяло поле d7 · бял топ на бяло поле c6 · бял офицер на бяло поле d5 · черен топ на черно поле g5 · бял цар на черно поле f4 · черен кон на черно поле d2 | бяла пешка на черно поле c7 · черен цар на бяло поле d7 · бял топ на бяло поле c6 · бял офицер на бяло поле d5 · черен топ на черно поле g5 · бял цар на черно поле f4 · черен кон на черно поле d2 | бяла пешка на черно поле c7 · черен цар на бяло поле d7 · бял топ на бяло поле c6 · бял офицер на бяло поле d5 · черен топ на черно поле g5 · бял цар на черно поле f4 · черен кон на черно поле d2 | бяла пешка на черно поле c7 · черен цар на бяло поле d7 · бял топ на бяло поле c6 · бял офицер на бяло поле d5 · черен топ на черно поле g5 · бял цар на черно поле f4 · черен кон на черно поле d2 | бяла пешка на черно поле c7 · черен цар на бяло поле d7 · бял топ на бяло поле c6 · бял офицер на бяло поле d5 · черен топ на черно поле g5 · бял цар на черно поле f4 · черен кон на черно поле d2 | бяла пешка на черно поле c7 · черен цар на бяло поле d7 · бял топ на бяло поле c6 · бял офицер на бяло поле d5 · черен топ на черно поле g5 · бял цар на черно поле f4 · черен кон на черно поле d2 | бяла пешка на черно поле c7 · черен цар на бяло поле d7 · бял топ на бяло поле c6 · бял офицер на бяло поле d5 · черен топ на черно поле g5 · бял цар на черно поле f4 · черен кон на черно поле d2 | бяла пешка на черно поле c7 · черен цар на бяло поле d7 · бял топ на бяло поле c6 · бял офицер на бяло поле d5 · черен топ на черно поле g5 · бял цар на черно поле f4 · черен кон на черно поле d2 | 5 |
| 4 | бяла пешка на черно поле c7 · черен цар на бяло поле d7 · бял топ на бяло поле c6 · бял офицер на бяло поле d5 · черен топ на черно поле g5 · бял цар на черно поле f4 · черен кон на черно поле d2 | бяла пешка на черно поле c7 · черен цар на бяло поле d7 · бял топ на бяло поле c6 · бял офицер на бяло поле d5 · черен топ на черно поле g5 · бял цар на черно поле f4 · черен кон на черно поле d2 | бяла пешка на черно поле c7 · черен цар на бяло поле d7 · бял топ на бяло поле c6 · бял офицер на бяло поле d5 · черен топ на черно поле g5 · бял цар на черно поле f4 · черен кон на черно поле d2 | бяла пешка на черно поле c7 · черен цар на бяло поле d7 · бял топ на бяло поле c6 · бял офицер на бяло поле d5 · черен топ на черно поле g5 · бял цар на черно поле f4 · черен кон на черно поле d2 | бяла пешка на черно поле c7 · черен цар на бяло поле d7 · бял топ на бяло поле c6 · бял офицер на бяло поле d5 · черен топ на черно поле g5 · бял цар на черно поле f4 · черен кон на черно поле d2 | бяла пешка на черно поле c7 · черен цар на бяло поле d7 · бял топ на бяло поле c6 · бял офицер на бяло поле d5 · черен топ на черно поле g5 · бял цар на черно поле f4 · черен кон на черно поле d2 | бяла пешка на черно поле c7 · черен цар на бяло поле d7 · бял топ на бяло поле c6 · бял офицер на бяло поле d5 · черен топ на черно поле g5 · бял цар на черно поле f4 · черен кон на черно поле d2 | бяла пешка на черно поле c7 · черен цар на бяло поле d7 · бял топ на бяло поле c6 · бял офицер на бяло поле d5 · черен топ на черно поле g5 · бял цар на черно поле f4 · черен кон на черно поле d2 | 4 |
| 3 | бяла пешка на черно поле c7 · черен цар на бяло поле d7 · бял топ на бяло поле c6 · бял офицер на бяло поле d5 · черен топ на черно поле g5 · бял цар на черно поле f4 · черен кон на черно поле d2 | бяла пешка на черно поле c7 · черен цар на бяло поле d7 · бял топ на бяло поле c6 · бял офицер на бяло поле d5 · черен топ на черно поле g5 · бял цар на черно поле f4 · черен кон на черно поле d2 | бяла пешка на черно поле c7 · черен цар на бяло поле d7 · бял топ на бяло поле c6 · бял офицер на бяло поле d5 · черен топ на черно поле g5 · бял цар на черно поле f4 · черен кон на черно поле d2 | бяла пешка на черно поле c7 · черен цар на бяло поле d7 · бял топ на бяло поле c6 · бял офицер на бяло поле d5 · черен топ на черно поле g5 · бял цар на черно поле f4 · черен кон на черно поле d2 | бяла пешка на черно поле c7 · черен цар на бяло поле d7 · бял топ на бяло поле c6 · бял офицер на бяло поле d5 · черен топ на черно поле g5 · бял цар на черно поле f4 · черен кон на черно поле d2 | бяла пешка на черно поле c7 · черен цар на бяло поле d7 · бял топ на бяло поле c6 · бял офицер на бяло поле d5 · черен топ на черно поле g5 · бял цар на черно поле f4 · черен кон на черно поле d2 | бяла пешка на черно поле c7 · черен цар на бяло поле d7 · бял топ на бяло поле c6 · бял офицер на бяло поле d5 · черен топ на черно поле g5 · бял цар на черно поле f4 · черен кон на черно поле d2 | бяла пешка на черно поле c7 · черен цар на бяло поле d7 · бял топ на бяло поле c6 · бял офицер на бяло поле d5 · черен топ на черно поле g5 · бял цар на черно поле f4 · черен кон на черно поле d2 | 3 |
| 2 | бяла пешка на черно поле c7 · черен цар на бяло поле d7 · бял топ на бяло поле c6 · бял офицер на бяло поле d5 · черен топ на черно поле g5 · бял цар на черно поле f4 · черен кон на черно поле d2 | бяла пешка на черно поле c7 · черен цар на бяло поле d7 · бял топ на бяло поле c6 · бял офицер на бяло поле d5 · черен топ на черно поле g5 · бял цар на черно поле f4 · черен кон на черно поле d2 | бяла пешка на черно поле c7 · черен цар на бяло поле d7 · бял топ на бяло поле c6 · бял офицер на бяло поле d5 · черен топ на черно поле g5 · бял цар на черно поле f4 · черен кон на черно поле d2 | бяла пешка на черно поле c7 · черен цар на бяло поле d7 · бял топ на бяло поле c6 · бял офицер на бяло поле d5 · черен топ на черно поле g5 · бял цар на черно поле f4 · черен кон на черно поле d2 | бяла пешка на черно поле c7 · черен цар на бяло поле d7 · бял топ на бяло поле c6 · бял офицер на бяло поле d5 · черен топ на черно поле g5 · бял цар на черно поле f4 · черен кон на черно поле d2 | бяла пешка на черно поле c7 · черен цар на бяло поле d7 · бял топ на бяло поле c6 · бял офицер на бяло поле d5 · черен топ на черно поле g5 · бял цар на черно поле f4 · черен кон на черно поле d2 | бяла пешка на черно поле c7 · черен цар на бяло поле d7 · бял топ на бяло поле c6 · бял офицер на бяло поле d5 · черен топ на черно поле g5 · бял цар на черно поле f4 · черен кон на черно поле d2 | бяла пешка на черно поле c7 · черен цар на бяло поле d7 · бял топ на бяло поле c6 · бял офицер на бяло поле d5 · черен топ на черно поле g5 · бял цар на черно поле f4 · черен кон на черно поле d2 | 2 |
| 1 | бяла пешка на черно поле c7 · черен цар на бяло поле d7 · бял топ на бяло поле c6 · бял офицер на бяло поле d5 · черен топ на черно поле g5 · бял цар на черно поле f4 · черен кон на черно поле d2 | бяла пешка на черно поле c7 · черен цар на бяло поле d7 · бял топ на бяло поле c6 · бял офицер на бяло поле d5 · черен топ на черно поле g5 · бял цар на черно поле f4 · черен кон на черно поле d2 | бяла пешка на черно поле c7 · черен цар на бяло поле d7 · бял топ на бяло поле c6 · бял офицер на бяло поле d5 · черен топ на черно поле g5 · бял цар на черно поле f4 · черен кон на черно поле d2 | бяла пешка на черно поле c7 · черен цар на бяло поле d7 · бял топ на бяло поле c6 · бял офицер на бяло поле d5 · черен топ на черно поле g5 · бял цар на черно поле f4 · черен кон на черно поле d2 | бяла пешка на черно поле c7 · черен цар на бяло поле d7 · бял топ на бяло поле c6 · бял офицер на бяло поле d5 · черен топ на черно поле g5 · бял цар на черно поле f4 · черен кон на черно поле d2 | бяла пешка на черно поле c7 · черен цар на бяло поле d7 · бял топ на бяло поле c6 · бял офицер на бяло поле d5 · черен топ на черно поле g5 · бял цар на черно поле f4 · черен кон на черно поле d2 | бяла пешка на черно поле c7 · черен цар на бяло поле d7 · бял топ на бяло поле c6 · бял офицер на бяло поле d5 · черен топ на черно поле g5 · бял цар на черно поле f4 · черен кон на черно поле d2 | бяла пешка на черно поле c7 · черен цар на бяло поле d7 · бял топ на бяло поле c6 · бял офицер на бяло поле d5 · черен топ на черно поле g5 · бял цар на черно поле f4 · черен кон на черно поле d2 | 1 |
|   | a | b | c | d | e | f | g | h |   |

1. Кирил Георгиев –
 Гари Каспаров 1 – 0

Световно първенство по блиц-шахмат, Канада, 1988 г. Английско начало – Англо-индийска защита
1. Кf3 Кf6 2. c4 c5 3. g3 b6 4. Оg2 Оb7 5. O-O g6 6. Кc3 Оg7 7. d4 c:d4 8. Д:d4 d6 9. b3 Кbd7 10. Оb2 O-O 11. Тfd1 Тc8 12. Кd5 a6 13. Тac1 b5 14. Кe1 Кc5 15. Дd2 Кfe4 16. Дc2 Оb2 17. Дb2 b:c4 18. Т:c4 О:d5 19. Т:d5 Кf6 20. Тd1 Дb6 21. Дc2 a5 22. Кd3 К:d3 23. e:d3 Т:c4 24. d:c4 Тc8 25. Дe2 e6 26. h3 Дc5 27. Дd2 Тd8 28. Дb2 Кd7 29. Дd4 Д:d4 30. Т:d4 Кc5 31. Оc6 f5 32. Цf1 Цf7 33. Цe2 Цe7 34. Оb5 h5 35. h4 Тg8 36. Тd1 g5 37. h:g5 Т:g5 38. Тh1 e5 39. Оc6 Кe6 40. Оd5 Кd4 41. Цd3 Цf6 42. Тb1 Тg4 43. b4 a:b4 44. Т:b4 h4 45. g:h4 Т:h4 46. Тb6 Тh3 47. Цd2 Тa3 48. Тd6 Цe7 49. Тb6 Тa2 50. Це1 (диаграма 1). В тази равностойна позиция Каспаров се опитва да създаде проходна пешка вместо да блокира тази на белите. 50. ...е4? Към реми води 50. ...Тс2.
51. c5 Кf3+ 52. Цf1 Тa1+ 53. Цg2 Тg1+ 54. Цh3 Кg5+ 55. Цh2 Кf3+ 56. Цh3 Кg5+ 57. Цh4 Кf3+ 58. Цh5 (диаграма 2) Тg2? Отново трябваше 58. ...Тс1. Каспаров предпочита да спечели пешката f2, но недооценява опасната бяла проходна пешка с5 и тя напредва заплашително 59. c6! Т:f2 60. c7!! Тh2+? 
61. Цg6 Тg2+ 62. Ц:f5 (диаграма 3) Тg5+ 63. Ц:e4. Поредицата от шахове активизира белия цар и той си връща изгубената пешка двукратно, с печалба. 63. ...Цd7 64. Тc6! Кd2+ 65. Цf4 (диаграма 4) Каспаров се предава.
|   | a | b | c | d | e | f | g | h |   |
| 8 | черен офицер на черно поле f8 · черен цар на бяло поле g8 · черен офицер на бяло поле d7 · черна пешка на бяло поле f7 · черен топ на бяло поле a6 · черна пешка на бяло поле g6 · черна пешка на бяло поле b5 · черна пешка на черно поле e5 · черна пешка на бяло поле h5 · бял кон на бяло поле e4 · бяла пешка на черно поле h4 · бяла пешка на бяло поле d3 · бял офицер на бяло поле f3 · бяла пешка на черно поле g3 · бяла пешка на бяло поле e2 · бяла пешка на черно поле f2 · бял топ на черно поле c1 · бял цар на черно поле g1 | черен офицер на черно поле f8 · черен цар на бяло поле g8 · черен офицер на бяло поле d7 · черна пешка на бяло поле f7 · черен топ на бяло поле a6 · черна пешка на бяло поле g6 · черна пешка на бяло поле b5 · черна пешка на черно поле e5 · черна пешка на бяло поле h5 · бял кон на бяло поле e4 · бяла пешка на черно поле h4 · бяла пешка на бяло поле d3 · бял офицер на бяло поле f3 · бяла пешка на черно поле g3 · бяла пешка на бяло поле e2 · бяла пешка на черно поле f2 · бял топ на черно поле c1 · бял цар на черно поле g1 | черен офицер на черно поле f8 · черен цар на бяло поле g8 · черен офицер на бяло поле d7 · черна пешка на бяло поле f7 · черен топ на бяло поле a6 · черна пешка на бяло поле g6 · черна пешка на бяло поле b5 · черна пешка на черно поле e5 · черна пешка на бяло поле h5 · бял кон на бяло поле e4 · бяла пешка на черно поле h4 · бяла пешка на бяло поле d3 · бял офицер на бяло поле f3 · бяла пешка на черно поле g3 · бяла пешка на бяло поле e2 · бяла пешка на черно поле f2 · бял топ на черно поле c1 · бял цар на черно поле g1 | черен офицер на черно поле f8 · черен цар на бяло поле g8 · черен офицер на бяло поле d7 · черна пешка на бяло поле f7 · черен топ на бяло поле a6 · черна пешка на бяло поле g6 · черна пешка на бяло поле b5 · черна пешка на черно поле e5 · черна пешка на бяло поле h5 · бял кон на бяло поле e4 · бяла пешка на черно поле h4 · бяла пешка на бяло поле d3 · бял офицер на бяло поле f3 · бяла пешка на черно поле g3 · бяла пешка на бяло поле e2 · бяла пешка на черно поле f2 · бял топ на черно поле c1 · бял цар на черно поле g1 | черен офицер на черно поле f8 · черен цар на бяло поле g8 · черен офицер на бяло поле d7 · черна пешка на бяло поле f7 · черен топ на бяло поле a6 · черна пешка на бяло поле g6 · черна пешка на бяло поле b5 · черна пешка на черно поле e5 · черна пешка на бяло поле h5 · бял кон на бяло поле e4 · бяла пешка на черно поле h4 · бяла пешка на бяло поле d3 · бял офицер на бяло поле f3 · бяла пешка на черно поле g3 · бяла пешка на бяло поле e2 · бяла пешка на черно поле f2 · бял топ на черно поле c1 · бял цар на черно поле g1 | черен офицер на черно поле f8 · черен цар на бяло поле g8 · черен офицер на бяло поле d7 · черна пешка на бяло поле f7 · черен топ на бяло поле a6 · черна пешка на бяло поле g6 · черна пешка на бяло поле b5 · черна пешка на черно поле e5 · черна пешка на бяло поле h5 · бял кон на бяло поле e4 · бяла пешка на черно поле h4 · бяла пешка на бяло поле d3 · бял офицер на бяло поле f3 · бяла пешка на черно поле g3 · бяла пешка на бяло поле e2 · бяла пешка на черно поле f2 · бял топ на черно поле c1 · бял цар на черно поле g1 | черен офицер на черно поле f8 · черен цар на бяло поле g8 · черен офицер на бяло поле d7 · черна пешка на бяло поле f7 · черен топ на бяло поле a6 · черна пешка на бяло поле g6 · черна пешка на бяло поле b5 · черна пешка на черно поле e5 · черна пешка на бяло поле h5 · бял кон на бяло поле e4 · бяла пешка на черно поле h4 · бяла пешка на бяло поле d3 · бял офицер на бяло поле f3 · бяла пешка на черно поле g3 · бяла пешка на бяло поле e2 · бяла пешка на черно поле f2 · бял топ на черно поле c1 · бял цар на черно поле g1 | черен офицер на черно поле f8 · черен цар на бяло поле g8 · черен офицер на бяло поле d7 · черна пешка на бяло поле f7 · черен топ на бяло поле a6 · черна пешка на бяло поле g6 · черна пешка на бяло поле b5 · черна пешка на черно поле e5 · черна пешка на бяло поле h5 · бял кон на бяло поле e4 · бяла пешка на черно поле h4 · бяла пешка на бяло поле d3 · бял офицер на бяло поле f3 · бяла пешка на черно поле g3 · бяла пешка на бяло поле e2 · бяла пешка на черно поле f2 · бял топ на черно поле c1 · бял цар на черно поле g1 | 8 |
| 7 | черен офицер на черно поле f8 · черен цар на бяло поле g8 · черен офицер на бяло поле d7 · черна пешка на бяло поле f7 · черен топ на бяло поле a6 · черна пешка на бяло поле g6 · черна пешка на бяло поле b5 · черна пешка на черно поле e5 · черна пешка на бяло поле h5 · бял кон на бяло поле e4 · бяла пешка на черно поле h4 · бяла пешка на бяло поле d3 · бял офицер на бяло поле f3 · бяла пешка на черно поле g3 · бяла пешка на бяло поле e2 · бяла пешка на черно поле f2 · бял топ на черно поле c1 · бял цар на черно поле g1 | черен офицер на черно поле f8 · черен цар на бяло поле g8 · черен офицер на бяло поле d7 · черна пешка на бяло поле f7 · черен топ на бяло поле a6 · черна пешка на бяло поле g6 · черна пешка на бяло поле b5 · черна пешка на черно поле e5 · черна пешка на бяло поле h5 · бял кон на бяло поле e4 · бяла пешка на черно поле h4 · бяла пешка на бяло поле d3 · бял офицер на бяло поле f3 · бяла пешка на черно поле g3 · бяла пешка на бяло поле e2 · бяла пешка на черно поле f2 · бял топ на черно поле c1 · бял цар на черно поле g1 | черен офицер на черно поле f8 · черен цар на бяло поле g8 · черен офицер на бяло поле d7 · черна пешка на бяло поле f7 · черен топ на бяло поле a6 · черна пешка на бяло поле g6 · черна пешка на бяло поле b5 · черна пешка на черно поле e5 · черна пешка на бяло поле h5 · бял кон на бяло поле e4 · бяла пешка на черно поле h4 · бяла пешка на бяло поле d3 · бял офицер на бяло поле f3 · бяла пешка на черно поле g3 · бяла пешка на бяло поле e2 · бяла пешка на черно поле f2 · бял топ на черно поле c1 · бял цар на черно поле g1 | черен офицер на черно поле f8 · черен цар на бяло поле g8 · черен офицер на бяло поле d7 · черна пешка на бяло поле f7 · черен топ на бяло поле a6 · черна пешка на бяло поле g6 · черна пешка на бяло поле b5 · черна пешка на черно поле e5 · черна пешка на бяло поле h5 · бял кон на бяло поле e4 · бяла пешка на черно поле h4 · бяла пешка на бяло поле d3 · бял офицер на бяло поле f3 · бяла пешка на черно поле g3 · бяла пешка на бяло поле e2 · бяла пешка на черно поле f2 · бял топ на черно поле c1 · бял цар на черно поле g1 | черен офицер на черно поле f8 · черен цар на бяло поле g8 · черен офицер на бяло поле d7 · черна пешка на бяло поле f7 · черен топ на бяло поле a6 · черна пешка на бяло поле g6 · черна пешка на бяло поле b5 · черна пешка на черно поле e5 · черна пешка на бяло поле h5 · бял кон на бяло поле e4 · бяла пешка на черно поле h4 · бяла пешка на бяло поле d3 · бял офицер на бяло поле f3 · бяла пешка на черно поле g3 · бяла пешка на бяло поле e2 · бяла пешка на черно поле f2 · бял топ на черно поле c1 · бял цар на черно поле g1 | черен офицер на черно поле f8 · черен цар на бяло поле g8 · черен офицер на бяло поле d7 · черна пешка на бяло поле f7 · черен топ на бяло поле a6 · черна пешка на бяло поле g6 · черна пешка на бяло поле b5 · черна пешка на черно поле e5 · черна пешка на бяло поле h5 · бял кон на бяло поле e4 · бяла пешка на черно поле h4 · бяла пешка на бяло поле d3 · бял офицер на бяло поле f3 · бяла пешка на черно поле g3 · бяла пешка на бяло поле e2 · бяла пешка на черно поле f2 · бял топ на черно поле c1 · бял цар на черно поле g1 | черен офицер на черно поле f8 · черен цар на бяло поле g8 · черен офицер на бяло поле d7 · черна пешка на бяло поле f7 · черен топ на бяло поле a6 · черна пешка на бяло поле g6 · черна пешка на бяло поле b5 · черна пешка на черно поле e5 · черна пешка на бяло поле h5 · бял кон на бяло поле e4 · бяла пешка на черно поле h4 · бяла пешка на бяло поле d3 · бял офицер на бяло поле f3 · бяла пешка на черно поле g3 · бяла пешка на бяло поле e2 · бяла пешка на черно поле f2 · бял топ на черно поле c1 · бял цар на черно поле g1 | черен офицер на черно поле f8 · черен цар на бяло поле g8 · черен офицер на бяло поле d7 · черна пешка на бяло поле f7 · черен топ на бяло поле a6 · черна пешка на бяло поле g6 · черна пешка на бяло поле b5 · черна пешка на черно поле e5 · черна пешка на бяло поле h5 · бял кон на бяло поле e4 · бяла пешка на черно поле h4 · бяла пешка на бяло поле d3 · бял офицер на бяло поле f3 · бяла пешка на черно поле g3 · бяла пешка на бяло поле e2 · бяла пешка на черно поле f2 · бял топ на черно поле c1 · бял цар на черно поле g1 | 7 |
| 6 | черен офицер на черно поле f8 · черен цар на бяло поле g8 · черен офицер на бяло поле d7 · черна пешка на бяло поле f7 · черен топ на бяло поле a6 · черна пешка на бяло поле g6 · черна пешка на бяло поле b5 · черна пешка на черно поле e5 · черна пешка на бяло поле h5 · бял кон на бяло поле e4 · бяла пешка на черно поле h4 · бяла пешка на бяло поле d3 · бял офицер на бяло поле f3 · бяла пешка на черно поле g3 · бяла пешка на бяло поле e2 · бяла пешка на черно поле f2 · бял топ на черно поле c1 · бял цар на черно поле g1 | черен офицер на черно поле f8 · черен цар на бяло поле g8 · черен офицер на бяло поле d7 · черна пешка на бяло поле f7 · черен топ на бяло поле a6 · черна пешка на бяло поле g6 · черна пешка на бяло поле b5 · черна пешка на черно поле e5 · черна пешка на бяло поле h5 · бял кон на бяло поле e4 · бяла пешка на черно поле h4 · бяла пешка на бяло поле d3 · бял офицер на бяло поле f3 · бяла пешка на черно поле g3 · бяла пешка на бяло поле e2 · бяла пешка на черно поле f2 · бял топ на черно поле c1 · бял цар на черно поле g1 | черен офицер на черно поле f8 · черен цар на бяло поле g8 · черен офицер на бяло поле d7 · черна пешка на бяло поле f7 · черен топ на бяло поле a6 · черна пешка на бяло поле g6 · черна пешка на бяло поле b5 · черна пешка на черно поле e5 · черна пешка на бяло поле h5 · бял кон на бяло поле e4 · бяла пешка на черно поле h4 · бяла пешка на бяло поле d3 · бял офицер на бяло поле f3 · бяла пешка на черно поле g3 · бяла пешка на бяло поле e2 · бяла пешка на черно поле f2 · бял топ на черно поле c1 · бял цар на черно поле g1 | черен офицер на черно поле f8 · черен цар на бяло поле g8 · черен офицер на бяло поле d7 · черна пешка на бяло поле f7 · черен топ на бяло поле a6 · черна пешка на бяло поле g6 · черна пешка на бяло поле b5 · черна пешка на черно поле e5 · черна пешка на бяло поле h5 · бял кон на бяло поле e4 · бяла пешка на черно поле h4 · бяла пешка на бяло поле d3 · бял офицер на бяло поле f3 · бяла пешка на черно поле g3 · бяла пешка на бяло поле e2 · бяла пешка на черно поле f2 · бял топ на черно поле c1 · бял цар на черно поле g1 | черен офицер на черно поле f8 · черен цар на бяло поле g8 · черен офицер на бяло поле d7 · черна пешка на бяло поле f7 · черен топ на бяло поле a6 · черна пешка на бяло поле g6 · черна пешка на бяло поле b5 · черна пешка на черно поле e5 · черна пешка на бяло поле h5 · бял кон на бяло поле e4 · бяла пешка на черно поле h4 · бяла пешка на бяло поле d3 · бял офицер на бяло поле f3 · бяла пешка на черно поле g3 · бяла пешка на бяло поле e2 · бяла пешка на черно поле f2 · бял топ на черно поле c1 · бял цар на черно поле g1 | черен офицер на черно поле f8 · черен цар на бяло поле g8 · черен офицер на бяло поле d7 · черна пешка на бяло поле f7 · черен топ на бяло поле a6 · черна пешка на бяло поле g6 · черна пешка на бяло поле b5 · черна пешка на черно поле e5 · черна пешка на бяло поле h5 · бял кон на бяло поле e4 · бяла пешка на черно поле h4 · бяла пешка на бяло поле d3 · бял офицер на бяло поле f3 · бяла пешка на черно поле g3 · бяла пешка на бяло поле e2 · бяла пешка на черно поле f2 · бял топ на черно поле c1 · бял цар на черно поле g1 | черен офицер на черно поле f8 · черен цар на бяло поле g8 · черен офицер на бяло поле d7 · черна пешка на бяло поле f7 · черен топ на бяло поле a6 · черна пешка на бяло поле g6 · черна пешка на бяло поле b5 · черна пешка на черно поле e5 · черна пешка на бяло поле h5 · бял кон на бяло поле e4 · бяла пешка на черно поле h4 · бяла пешка на бяло поле d3 · бял офицер на бяло поле f3 · бяла пешка на черно поле g3 · бяла пешка на бяло поле e2 · бяла пешка на черно поле f2 · бял топ на черно поле c1 · бял цар на черно поле g1 | черен офицер на черно поле f8 · черен цар на бяло поле g8 · черен офицер на бяло поле d7 · черна пешка на бяло поле f7 · черен топ на бяло поле a6 · черна пешка на бяло поле g6 · черна пешка на бяло поле b5 · черна пешка на черно поле e5 · черна пешка на бяло поле h5 · бял кон на бяло поле e4 · бяла пешка на черно поле h4 · бяла пешка на бяло поле d3 · бял офицер на бяло поле f3 · бяла пешка на черно поле g3 · бяла пешка на бяло поле e2 · бяла пешка на черно поле f2 · бял топ на черно поле c1 · бял цар на черно поле g1 | 6 |
| 5 | черен офицер на черно поле f8 · черен цар на бяло поле g8 · черен офицер на бяло поле d7 · черна пешка на бяло поле f7 · черен топ на бяло поле a6 · черна пешка на бяло поле g6 · черна пешка на бяло поле b5 · черна пешка на черно поле e5 · черна пешка на бяло поле h5 · бял кон на бяло поле e4 · бяла пешка на черно поле h4 · бяла пешка на бяло поле d3 · бял офицер на бяло поле f3 · бяла пешка на черно поле g3 · бяла пешка на бяло поле e2 · бяла пешка на черно поле f2 · бял топ на черно поле c1 · бял цар на черно поле g1 | черен офицер на черно поле f8 · черен цар на бяло поле g8 · черен офицер на бяло поле d7 · черна пешка на бяло поле f7 · черен топ на бяло поле a6 · черна пешка на бяло поле g6 · черна пешка на бяло поле b5 · черна пешка на черно поле e5 · черна пешка на бяло поле h5 · бял кон на бяло поле e4 · бяла пешка на черно поле h4 · бяла пешка на бяло поле d3 · бял офицер на бяло поле f3 · бяла пешка на черно поле g3 · бяла пешка на бяло поле e2 · бяла пешка на черно поле f2 · бял топ на черно поле c1 · бял цар на черно поле g1 | черен офицер на черно поле f8 · черен цар на бяло поле g8 · черен офицер на бяло поле d7 · черна пешка на бяло поле f7 · черен топ на бяло поле a6 · черна пешка на бяло поле g6 · черна пешка на бяло поле b5 · черна пешка на черно поле e5 · черна пешка на бяло поле h5 · бял кон на бяло поле e4 · бяла пешка на черно поле h4 · бяла пешка на бяло поле d3 · бял офицер на бяло поле f3 · бяла пешка на черно поле g3 · бяла пешка на бяло поле e2 · бяла пешка на черно поле f2 · бял топ на черно поле c1 · бял цар на черно поле g1 | черен офицер на черно поле f8 · черен цар на бяло поле g8 · черен офицер на бяло поле d7 · черна пешка на бяло поле f7 · черен топ на бяло поле a6 · черна пешка на бяло поле g6 · черна пешка на бяло поле b5 · черна пешка на черно поле e5 · черна пешка на бяло поле h5 · бял кон на бяло поле e4 · бяла пешка на черно поле h4 · бяла пешка на бяло поле d3 · бял офицер на бяло поле f3 · бяла пешка на черно поле g3 · бяла пешка на бяло поле e2 · бяла пешка на черно поле f2 · бял топ на черно поле c1 · бял цар на черно поле g1 | черен офицер на черно поле f8 · черен цар на бяло поле g8 · черен офицер на бяло поле d7 · черна пешка на бяло поле f7 · черен топ на бяло поле a6 · черна пешка на бяло поле g6 · черна пешка на бяло поле b5 · черна пешка на черно поле e5 · черна пешка на бяло поле h5 · бял кон на бяло поле e4 · бяла пешка на черно поле h4 · бяла пешка на бяло поле d3 · бял офицер на бяло поле f3 · бяла пешка на черно поле g3 · бяла пешка на бяло поле e2 · бяла пешка на черно поле f2 · бял топ на черно поле c1 · бял цар на черно поле g1 | черен офицер на черно поле f8 · черен цар на бяло поле g8 · черен офицер на бяло поле d7 · черна пешка на бяло поле f7 · черен топ на бяло поле a6 · черна пешка на бяло поле g6 · черна пешка на бяло поле b5 · черна пешка на черно поле e5 · черна пешка на бяло поле h5 · бял кон на бяло поле e4 · бяла пешка на черно поле h4 · бяла пешка на бяло поле d3 · бял офицер на бяло поле f3 · бяла пешка на черно поле g3 · бяла пешка на бяло поле e2 · бяла пешка на черно поле f2 · бял топ на черно поле c1 · бял цар на черно поле g1 | черен офицер на черно поле f8 · черен цар на бяло поле g8 · черен офицер на бяло поле d7 · черна пешка на бяло поле f7 · черен топ на бяло поле a6 · черна пешка на бяло поле g6 · черна пешка на бяло поле b5 · черна пешка на черно поле e5 · черна пешка на бяло поле h5 · бял кон на бяло поле e4 · бяла пешка на черно поле h4 · бяла пешка на бяло поле d3 · бял офицер на бяло поле f3 · бяла пешка на черно поле g3 · бяла пешка на бяло поле e2 · бяла пешка на черно поле f2 · бял топ на черно поле c1 · бял цар на черно поле g1 | черен офицер на черно поле f8 · черен цар на бяло поле g8 · черен офицер на бяло поле d7 · черна пешка на бяло поле f7 · черен топ на бяло поле a6 · черна пешка на бяло поле g6 · черна пешка на бяло поле b5 · черна пешка на черно поле e5 · черна пешка на бяло поле h5 · бял кон на бяло поле e4 · бяла пешка на черно поле h4 · бяла пешка на бяло поле d3 · бял офицер на бяло поле f3 · бяла пешка на черно поле g3 · бяла пешка на бяло поле e2 · бяла пешка на черно поле f2 · бял топ на черно поле c1 · бял цар на черно поле g1 | 5 |
| 4 | черен офицер на черно поле f8 · черен цар на бяло поле g8 · черен офицер на бяло поле d7 · черна пешка на бяло поле f7 · черен топ на бяло поле a6 · черна пешка на бяло поле g6 · черна пешка на бяло поле b5 · черна пешка на черно поле e5 · черна пешка на бяло поле h5 · бял кон на бяло поле e4 · бяла пешка на черно поле h4 · бяла пешка на бяло поле d3 · бял офицер на бяло поле f3 · бяла пешка на черно поле g3 · бяла пешка на бяло поле e2 · бяла пешка на черно поле f2 · бял топ на черно поле c1 · бял цар на черно поле g1 | черен офицер на черно поле f8 · черен цар на бяло поле g8 · черен офицер на бяло поле d7 · черна пешка на бяло поле f7 · черен топ на бяло поле a6 · черна пешка на бяло поле g6 · черна пешка на бяло поле b5 · черна пешка на черно поле e5 · черна пешка на бяло поле h5 · бял кон на бяло поле e4 · бяла пешка на черно поле h4 · бяла пешка на бяло поле d3 · бял офицер на бяло поле f3 · бяла пешка на черно поле g3 · бяла пешка на бяло поле e2 · бяла пешка на черно поле f2 · бял топ на черно поле c1 · бял цар на черно поле g1 | черен офицер на черно поле f8 · черен цар на бяло поле g8 · черен офицер на бяло поле d7 · черна пешка на бяло поле f7 · черен топ на бяло поле a6 · черна пешка на бяло поле g6 · черна пешка на бяло поле b5 · черна пешка на черно поле e5 · черна пешка на бяло поле h5 · бял кон на бяло поле e4 · бяла пешка на черно поле h4 · бяла пешка на бяло поле d3 · бял офицер на бяло поле f3 · бяла пешка на черно поле g3 · бяла пешка на бяло поле e2 · бяла пешка на черно поле f2 · бял топ на черно поле c1 · бял цар на черно поле g1 | черен офицер на черно поле f8 · черен цар на бяло поле g8 · черен офицер на бяло поле d7 · черна пешка на бяло поле f7 · черен топ на бяло поле a6 · черна пешка на бяло поле g6 · черна пешка на бяло поле b5 · черна пешка на черно поле e5 · черна пешка на бяло поле h5 · бял кон на бяло поле e4 · бяла пешка на черно поле h4 · бяла пешка на бяло поле d3 · бял офицер на бяло поле f3 · бяла пешка на черно поле g3 · бяла пешка на бяло поле e2 · бяла пешка на черно поле f2 · бял топ на черно поле c1 · бял цар на черно поле g1 | черен офицер на черно поле f8 · черен цар на бяло поле g8 · черен офицер на бяло поле d7 · черна пешка на бяло поле f7 · черен топ на бяло поле a6 · черна пешка на бяло поле g6 · черна пешка на бяло поле b5 · черна пешка на черно поле e5 · черна пешка на бяло поле h5 · бял кон на бяло поле e4 · бяла пешка на черно поле h4 · бяла пешка на бяло поле d3 · бял офицер на бяло поле f3 · бяла пешка на черно поле g3 · бяла пешка на бяло поле e2 · бяла пешка на черно поле f2 · бял топ на черно поле c1 · бял цар на черно поле g1 | черен офицер на черно поле f8 · черен цар на бяло поле g8 · черен офицер на бяло поле d7 · черна пешка на бяло поле f7 · черен топ на бяло поле a6 · черна пешка на бяло поле g6 · черна пешка на бяло поле b5 · черна пешка на черно поле e5 · черна пешка на бяло поле h5 · бял кон на бяло поле e4 · бяла пешка на черно поле h4 · бяла пешка на бяло поле d3 · бял офицер на бяло поле f3 · бяла пешка на черно поле g3 · бяла пешка на бяло поле e2 · бяла пешка на черно поле f2 · бял топ на черно поле c1 · бял цар на черно поле g1 | черен офицер на черно поле f8 · черен цар на бяло поле g8 · черен офицер на бяло поле d7 · черна пешка на бяло поле f7 · черен топ на бяло поле a6 · черна пешка на бяло поле g6 · черна пешка на бяло поле b5 · черна пешка на черно поле e5 · черна пешка на бяло поле h5 · бял кон на бяло поле e4 · бяла пешка на черно поле h4 · бяла пешка на бяло поле d3 · бял офицер на бяло поле f3 · бяла пешка на черно поле g3 · бяла пешка на бяло поле e2 · бяла пешка на черно поле f2 · бял топ на черно поле c1 · бял цар на черно поле g1 | черен офицер на черно поле f8 · черен цар на бяло поле g8 · черен офицер на бяло поле d7 · черна пешка на бяло поле f7 · черен топ на бяло поле a6 · черна пешка на бяло поле g6 · черна пешка на бяло поле b5 · черна пешка на черно поле e5 · черна пешка на бяло поле h5 · бял кон на бяло поле e4 · бяла пешка на черно поле h4 · бяла пешка на бяло поле d3 · бял офицер на бяло поле f3 · бяла пешка на черно поле g3 · бяла пешка на бяло поле e2 · бяла пешка на черно поле f2 · бял топ на черно поле c1 · бял цар на черно поле g1 | 4 |
| 3 | черен офицер на черно поле f8 · черен цар на бяло поле g8 · черен офицер на бяло поле d7 · черна пешка на бяло поле f7 · черен топ на бяло поле a6 · черна пешка на бяло поле g6 · черна пешка на бяло поле b5 · черна пешка на черно поле e5 · черна пешка на бяло поле h5 · бял кон на бяло поле e4 · бяла пешка на черно поле h4 · бяла пешка на бяло поле d3 · бял офицер на бяло поле f3 · бяла пешка на черно поле g3 · бяла пешка на бяло поле e2 · бяла пешка на черно поле f2 · бял топ на черно поле c1 · бял цар на черно поле g1 | черен офицер на черно поле f8 · черен цар на бяло поле g8 · черен офицер на бяло поле d7 · черна пешка на бяло поле f7 · черен топ на бяло поле a6 · черна пешка на бяло поле g6 · черна пешка на бяло поле b5 · черна пешка на черно поле e5 · черна пешка на бяло поле h5 · бял кон на бяло поле e4 · бяла пешка на черно поле h4 · бяла пешка на бяло поле d3 · бял офицер на бяло поле f3 · бяла пешка на черно поле g3 · бяла пешка на бяло поле e2 · бяла пешка на черно поле f2 · бял топ на черно поле c1 · бял цар на черно поле g1 | черен офицер на черно поле f8 · черен цар на бяло поле g8 · черен офицер на бяло поле d7 · черна пешка на бяло поле f7 · черен топ на бяло поле a6 · черна пешка на бяло поле g6 · черна пешка на бяло поле b5 · черна пешка на черно поле e5 · черна пешка на бяло поле h5 · бял кон на бяло поле e4 · бяла пешка на черно поле h4 · бяла пешка на бяло поле d3 · бял офицер на бяло поле f3 · бяла пешка на черно поле g3 · бяла пешка на бяло поле e2 · бяла пешка на черно поле f2 · бял топ на черно поле c1 · бял цар на черно поле g1 | черен офицер на черно поле f8 · черен цар на бяло поле g8 · черен офицер на бяло поле d7 · черна пешка на бяло поле f7 · черен топ на бяло поле a6 · черна пешка на бяло поле g6 · черна пешка на бяло поле b5 · черна пешка на черно поле e5 · черна пешка на бяло поле h5 · бял кон на бяло поле e4 · бяла пешка на черно поле h4 · бяла пешка на бяло поле d3 · бял офицер на бяло поле f3 · бяла пешка на черно поле g3 · бяла пешка на бяло поле e2 · бяла пешка на черно поле f2 · бял топ на черно поле c1 · бял цар на черно поле g1 | черен офицер на черно поле f8 · черен цар на бяло поле g8 · черен офицер на бяло поле d7 · черна пешка на бяло поле f7 · черен топ на бяло поле a6 · черна пешка на бяло поле g6 · черна пешка на бяло поле b5 · черна пешка на черно поле e5 · черна пешка на бяло поле h5 · бял кон на бяло поле e4 · бяла пешка на черно поле h4 · бяла пешка на бяло поле d3 · бял офицер на бяло поле f3 · бяла пешка на черно поле g3 · бяла пешка на бяло поле e2 · бяла пешка на черно поле f2 · бял топ на черно поле c1 · бял цар на черно поле g1 | черен офицер на черно поле f8 · черен цар на бяло поле g8 · черен офицер на бяло поле d7 · черна пешка на бяло поле f7 · черен топ на бяло поле a6 · черна пешка на бяло поле g6 · черна пешка на бяло поле b5 · черна пешка на черно поле e5 · черна пешка на бяло поле h5 · бял кон на бяло поле e4 · бяла пешка на черно поле h4 · бяла пешка на бяло поле d3 · бял офицер на бяло поле f3 · бяла пешка на черно поле g3 · бяла пешка на бяло поле e2 · бяла пешка на черно поле f2 · бял топ на черно поле c1 · бял цар на черно поле g1 | черен офицер на черно поле f8 · черен цар на бяло поле g8 · черен офицер на бяло поле d7 · черна пешка на бяло поле f7 · черен топ на бяло поле a6 · черна пешка на бяло поле g6 · черна пешка на бяло поле b5 · черна пешка на черно поле e5 · черна пешка на бяло поле h5 · бял кон на бяло поле e4 · бяла пешка на черно поле h4 · бяла пешка на бяло поле d3 · бял офицер на бяло поле f3 · бяла пешка на черно поле g3 · бяла пешка на бяло поле e2 · бяла пешка на черно поле f2 · бял топ на черно поле c1 · бял цар на черно поле g1 | черен офицер на черно поле f8 · черен цар на бяло поле g8 · черен офицер на бяло поле d7 · черна пешка на бяло поле f7 · черен топ на бяло поле a6 · черна пешка на бяло поле g6 · черна пешка на бяло поле b5 · черна пешка на черно поле e5 · черна пешка на бяло поле h5 · бял кон на бяло поле e4 · бяла пешка на черно поле h4 · бяла пешка на бяло поле d3 · бял офицер на бяло поле f3 · бяла пешка на черно поле g3 · бяла пешка на бяло поле e2 · бяла пешка на черно поле f2 · бял топ на черно поле c1 · бял цар на черно поле g1 | 3 |
| 2 | черен офицер на черно поле f8 · черен цар на бяло поле g8 · черен офицер на бяло поле d7 · черна пешка на бяло поле f7 · черен топ на бяло поле a6 · черна пешка на бяло поле g6 · черна пешка на бяло поле b5 · черна пешка на черно поле e5 · черна пешка на бяло поле h5 · бял кон на бяло поле e4 · бяла пешка на черно поле h4 · бяла пешка на бяло поле d3 · бял офицер на бяло поле f3 · бяла пешка на черно поле g3 · бяла пешка на бяло поле e2 · бяла пешка на черно поле f2 · бял топ на черно поле c1 · бял цар на черно поле g1 | черен офицер на черно поле f8 · черен цар на бяло поле g8 · черен офицер на бяло поле d7 · черна пешка на бяло поле f7 · черен топ на бяло поле a6 · черна пешка на бяло поле g6 · черна пешка на бяло поле b5 · черна пешка на черно поле e5 · черна пешка на бяло поле h5 · бял кон на бяло поле e4 · бяла пешка на черно поле h4 · бяла пешка на бяло поле d3 · бял офицер на бяло поле f3 · бяла пешка на черно поле g3 · бяла пешка на бяло поле e2 · бяла пешка на черно поле f2 · бял топ на черно поле c1 · бял цар на черно поле g1 | черен офицер на черно поле f8 · черен цар на бяло поле g8 · черен офицер на бяло поле d7 · черна пешка на бяло поле f7 · черен топ на бяло поле a6 · черна пешка на бяло поле g6 · черна пешка на бяло поле b5 · черна пешка на черно поле e5 · черна пешка на бяло поле h5 · бял кон на бяло поле e4 · бяла пешка на черно поле h4 · бяла пешка на бяло поле d3 · бял офицер на бяло поле f3 · бяла пешка на черно поле g3 · бяла пешка на бяло поле e2 · бяла пешка на черно поле f2 · бял топ на черно поле c1 · бял цар на черно поле g1 | черен офицер на черно поле f8 · черен цар на бяло поле g8 · черен офицер на бяло поле d7 · черна пешка на бяло поле f7 · черен топ на бяло поле a6 · черна пешка на бяло поле g6 · черна пешка на бяло поле b5 · черна пешка на черно поле e5 · черна пешка на бяло поле h5 · бял кон на бяло поле e4 · бяла пешка на черно поле h4 · бяла пешка на бяло поле d3 · бял офицер на бяло поле f3 · бяла пешка на черно поле g3 · бяла пешка на бяло поле e2 · бяла пешка на черно поле f2 · бял топ на черно поле c1 · бял цар на черно поле g1 | черен офицер на черно поле f8 · черен цар на бяло поле g8 · черен офицер на бяло поле d7 · черна пешка на бяло поле f7 · черен топ на бяло поле a6 · черна пешка на бяло поле g6 · черна пешка на бяло поле b5 · черна пешка на черно поле e5 · черна пешка на бяло поле h5 · бял кон на бяло поле e4 · бяла пешка на черно поле h4 · бяла пешка на бяло поле d3 · бял офицер на бяло поле f3 · бяла пешка на черно поле g3 · бяла пешка на бяло поле e2 · бяла пешка на черно поле f2 · бял топ на черно поле c1 · бял цар на черно поле g1 | черен офицер на черно поле f8 · черен цар на бяло поле g8 · черен офицер на бяло поле d7 · черна пешка на бяло поле f7 · черен топ на бяло поле a6 · черна пешка на бяло поле g6 · черна пешка на бяло поле b5 · черна пешка на черно поле e5 · черна пешка на бяло поле h5 · бял кон на бяло поле e4 · бяла пешка на черно поле h4 · бяла пешка на бяло поле d3 · бял офицер на бяло поле f3 · бяла пешка на черно поле g3 · бяла пешка на бяло поле e2 · бяла пешка на черно поле f2 · бял топ на черно поле c1 · бял цар на черно поле g1 | черен офицер на черно поле f8 · черен цар на бяло поле g8 · черен офицер на бяло поле d7 · черна пешка на бяло поле f7 · черен топ на бяло поле a6 · черна пешка на бяло поле g6 · черна пешка на бяло поле b5 · черна пешка на черно поле e5 · черна пешка на бяло поле h5 · бял кон на бяло поле e4 · бяла пешка на черно поле h4 · бяла пешка на бяло поле d3 · бял офицер на бяло поле f3 · бяла пешка на черно поле g3 · бяла пешка на бяло поле e2 · бяла пешка на черно поле f2 · бял топ на черно поле c1 · бял цар на черно поле g1 | черен офицер на черно поле f8 · черен цар на бяло поле g8 · черен офицер на бяло поле d7 · черна пешка на бяло поле f7 · черен топ на бяло поле a6 · черна пешка на бяло поле g6 · черна пешка на бяло поле b5 · черна пешка на черно поле e5 · черна пешка на бяло поле h5 · бял кон на бяло поле e4 · бяла пешка на черно поле h4 · бяла пешка на бяло поле d3 · бял офицер на бяло поле f3 · бяла пешка на черно поле g3 · бяла пешка на бяло поле e2 · бяла пешка на черно поле f2 · бял топ на черно поле c1 · бял цар на черно поле g1 | 2 |
| 1 | черен офицер на черно поле f8 · черен цар на бяло поле g8 · черен офицер на бяло поле d7 · черна пешка на бяло поле f7 · черен топ на бяло поле a6 · черна пешка на бяло поле g6 · черна пешка на бяло поле b5 · черна пешка на черно поле e5 · черна пешка на бяло поле h5 · бял кон на бяло поле e4 · бяла пешка на черно поле h4 · бяла пешка на бяло поле d3 · бял офицер на бяло поле f3 · бяла пешка на черно поле g3 · бяла пешка на бяло поле e2 · бяла пешка на черно поле f2 · бял топ на черно поле c1 · бял цар на черно поле g1 | черен офицер на черно поле f8 · черен цар на бяло поле g8 · черен офицер на бяло поле d7 · черна пешка на бяло поле f7 · черен топ на бяло поле a6 · черна пешка на бяло поле g6 · черна пешка на бяло поле b5 · черна пешка на черно поле e5 · черна пешка на бяло поле h5 · бял кон на бяло поле e4 · бяла пешка на черно поле h4 · бяла пешка на бяло поле d3 · бял офицер на бяло поле f3 · бяла пешка на черно поле g3 · бяла пешка на бяло поле e2 · бяла пешка на черно поле f2 · бял топ на черно поле c1 · бял цар на черно поле g1 | черен офицер на черно поле f8 · черен цар на бяло поле g8 · черен офицер на бяло поле d7 · черна пешка на бяло поле f7 · черен топ на бяло поле a6 · черна пешка на бяло поле g6 · черна пешка на бяло поле b5 · черна пешка на черно поле e5 · черна пешка на бяло поле h5 · бял кон на бяло поле e4 · бяла пешка на черно поле h4 · бяла пешка на бяло поле d3 · бял офицер на бяло поле f3 · бяла пешка на черно поле g3 · бяла пешка на бяло поле e2 · бяла пешка на черно поле f2 · бял топ на черно поле c1 · бял цар на черно поле g1 | черен офицер на черно поле f8 · черен цар на бяло поле g8 · черен офицер на бяло поле d7 · черна пешка на бяло поле f7 · черен топ на бяло поле a6 · черна пешка на бяло поле g6 · черна пешка на бяло поле b5 · черна пешка на черно поле e5 · черна пешка на бяло поле h5 · бял кон на бяло поле e4 · бяла пешка на черно поле h4 · бяла пешка на бяло поле d3 · бял офицер на бяло поле f3 · бяла пешка на черно поле g3 · бяла пешка на бяло поле e2 · бяла пешка на черно поле f2 · бял топ на черно поле c1 · бял цар на черно поле g1 | черен офицер на черно поле f8 · черен цар на бяло поле g8 · черен офицер на бяло поле d7 · черна пешка на бяло поле f7 · черен топ на бяло поле a6 · черна пешка на бяло поле g6 · черна пешка на бяло поле b5 · черна пешка на черно поле e5 · черна пешка на бяло поле h5 · бял кон на бяло поле e4 · бяла пешка на черно поле h4 · бяла пешка на бяло поле d3 · бял офицер на бяло поле f3 · бяла пешка на черно поле g3 · бяла пешка на бяло поле e2 · бяла пешка на черно поле f2 · бял топ на черно поле c1 · бял цар на черно поле g1 | черен офицер на черно поле f8 · черен цар на бяло поле g8 · черен офицер на бяло поле d7 · черна пешка на бяло поле f7 · черен топ на бяло поле a6 · черна пешка на бяло поле g6 · черна пешка на бяло поле b5 · черна пешка на черно поле e5 · черна пешка на бяло поле h5 · бял кон на бяло поле e4 · бяла пешка на черно поле h4 · бяла пешка на бяло поле d3 · бял офицер на бяло поле f3 · бяла пешка на черно поле g3 · бяла пешка на бяло поле e2 · бяла пешка на черно поле f2 · бял топ на черно поле c1 · бял цар на черно поле g1 | черен офицер на черно поле f8 · черен цар на бяло поле g8 · черен офицер на бяло поле d7 · черна пешка на бяло поле f7 · черен топ на бяло поле a6 · черна пешка на бяло поле g6 · черна пешка на бяло поле b5 · черна пешка на черно поле e5 · черна пешка на бяло поле h5 · бял кон на бяло поле e4 · бяла пешка на черно поле h4 · бяла пешка на бяло поле d3 · бял офицер на бяло поле f3 · бяла пешка на черно поле g3 · бяла пешка на бяло поле e2 · бяла пешка на черно поле f2 · бял топ на черно поле c1 · бял цар на черно поле g1 | черен офицер на черно поле f8 · черен цар на бяло поле g8 · черен офицер на бяло поле d7 · черна пешка на бяло поле f7 · черен топ на бяло поле a6 · черна пешка на бяло поле g6 · черна пешка на бяло поле b5 · черна пешка на черно поле e5 · черна пешка на бяло поле h5 · бял кон на бяло поле e4 · бяла пешка на черно поле h4 · бяла пешка на бяло поле d3 · бял офицер на бяло поле f3 · бяла пешка на черно поле g3 · бяла пешка на бяло поле e2 · бяла пешка на черно поле f2 · бял топ на черно поле c1 · бял цар на черно поле g1 | 1 |
|   | a | b | c | d | e | f | g | h |   |

|   | a | b | c | d | e | f | g | h |   |
| 8 | бял топ на бяло поле b7 · бял офицер на бяло поле h7 · черен цар на бяло поле g6 · черен офицер на черно поле c5 · бяла пешка на черно поле g5 · черна пешка на бяло поле h5 · бяла пешка на черно поле f4 · бяла пешка на бяло поле d3 · черна пешка на черно поле b2 · черен топ на черно поле f2 · бял цар на черно поле e1 | бял топ на бяло поле b7 · бял офицер на бяло поле h7 · черен цар на бяло поле g6 · черен офицер на черно поле c5 · бяла пешка на черно поле g5 · черна пешка на бяло поле h5 · бяла пешка на черно поле f4 · бяла пешка на бяло поле d3 · черна пешка на черно поле b2 · черен топ на черно поле f2 · бял цар на черно поле e1 | бял топ на бяло поле b7 · бял офицер на бяло поле h7 · черен цар на бяло поле g6 · черен офицер на черно поле c5 · бяла пешка на черно поле g5 · черна пешка на бяло поле h5 · бяла пешка на черно поле f4 · бяла пешка на бяло поле d3 · черна пешка на черно поле b2 · черен топ на черно поле f2 · бял цар на черно поле e1 | бял топ на бяло поле b7 · бял офицер на бяло поле h7 · черен цар на бяло поле g6 · черен офицер на черно поле c5 · бяла пешка на черно поле g5 · черна пешка на бяло поле h5 · бяла пешка на черно поле f4 · бяла пешка на бяло поле d3 · черна пешка на черно поле b2 · черен топ на черно поле f2 · бял цар на черно поле e1 | бял топ на бяло поле b7 · бял офицер на бяло поле h7 · черен цар на бяло поле g6 · черен офицер на черно поле c5 · бяла пешка на черно поле g5 · черна пешка на бяло поле h5 · бяла пешка на черно поле f4 · бяла пешка на бяло поле d3 · черна пешка на черно поле b2 · черен топ на черно поле f2 · бял цар на черно поле e1 | бял топ на бяло поле b7 · бял офицер на бяло поле h7 · черен цар на бяло поле g6 · черен офицер на черно поле c5 · бяла пешка на черно поле g5 · черна пешка на бяло поле h5 · бяла пешка на черно поле f4 · бяла пешка на бяло поле d3 · черна пешка на черно поле b2 · черен топ на черно поле f2 · бял цар на черно поле e1 | бял топ на бяло поле b7 · бял офицер на бяло поле h7 · черен цар на бяло поле g6 · черен офицер на черно поле c5 · бяла пешка на черно поле g5 · черна пешка на бяло поле h5 · бяла пешка на черно поле f4 · бяла пешка на бяло поле d3 · черна пешка на черно поле b2 · черен топ на черно поле f2 · бял цар на черно поле e1 | бял топ на бяло поле b7 · бял офицер на бяло поле h7 · черен цар на бяло поле g6 · черен офицер на черно поле c5 · бяла пешка на черно поле g5 · черна пешка на бяло поле h5 · бяла пешка на черно поле f4 · бяла пешка на бяло поле d3 · черна пешка на черно поле b2 · черен топ на черно поле f2 · бял цар на черно поле e1 | 8 |
| 7 | бял топ на бяло поле b7 · бял офицер на бяло поле h7 · черен цар на бяло поле g6 · черен офицер на черно поле c5 · бяла пешка на черно поле g5 · черна пешка на бяло поле h5 · бяла пешка на черно поле f4 · бяла пешка на бяло поле d3 · черна пешка на черно поле b2 · черен топ на черно поле f2 · бял цар на черно поле e1 | бял топ на бяло поле b7 · бял офицер на бяло поле h7 · черен цар на бяло поле g6 · черен офицер на черно поле c5 · бяла пешка на черно поле g5 · черна пешка на бяло поле h5 · бяла пешка на черно поле f4 · бяла пешка на бяло поле d3 · черна пешка на черно поле b2 · черен топ на черно поле f2 · бял цар на черно поле e1 | бял топ на бяло поле b7 · бял офицер на бяло поле h7 · черен цар на бяло поле g6 · черен офицер на черно поле c5 · бяла пешка на черно поле g5 · черна пешка на бяло поле h5 · бяла пешка на черно поле f4 · бяла пешка на бяло поле d3 · черна пешка на черно поле b2 · черен топ на черно поле f2 · бял цар на черно поле e1 | бял топ на бяло поле b7 · бял офицер на бяло поле h7 · черен цар на бяло поле g6 · черен офицер на черно поле c5 · бяла пешка на черно поле g5 · черна пешка на бяло поле h5 · бяла пешка на черно поле f4 · бяла пешка на бяло поле d3 · черна пешка на черно поле b2 · черен топ на черно поле f2 · бял цар на черно поле e1 | бял топ на бяло поле b7 · бял офицер на бяло поле h7 · черен цар на бяло поле g6 · черен офицер на черно поле c5 · бяла пешка на черно поле g5 · черна пешка на бяло поле h5 · бяла пешка на черно поле f4 · бяла пешка на бяло поле d3 · черна пешка на черно поле b2 · черен топ на черно поле f2 · бял цар на черно поле e1 | бял топ на бяло поле b7 · бял офицер на бяло поле h7 · черен цар на бяло поле g6 · черен офицер на черно поле c5 · бяла пешка на черно поле g5 · черна пешка на бяло поле h5 · бяла пешка на черно поле f4 · бяла пешка на бяло поле d3 · черна пешка на черно поле b2 · черен топ на черно поле f2 · бял цар на черно поле e1 | бял топ на бяло поле b7 · бял офицер на бяло поле h7 · черен цар на бяло поле g6 · черен офицер на черно поле c5 · бяла пешка на черно поле g5 · черна пешка на бяло поле h5 · бяла пешка на черно поле f4 · бяла пешка на бяло поле d3 · черна пешка на черно поле b2 · черен топ на черно поле f2 · бял цар на черно поле e1 | бял топ на бяло поле b7 · бял офицер на бяло поле h7 · черен цар на бяло поле g6 · черен офицер на черно поле c5 · бяла пешка на черно поле g5 · черна пешка на бяло поле h5 · бяла пешка на черно поле f4 · бяла пешка на бяло поле d3 · черна пешка на черно поле b2 · черен топ на черно поле f2 · бял цар на черно поле e1 | 7 |
| 6 | бял топ на бяло поле b7 · бял офицер на бяло поле h7 · черен цар на бяло поле g6 · черен офицер на черно поле c5 · бяла пешка на черно поле g5 · черна пешка на бяло поле h5 · бяла пешка на черно поле f4 · бяла пешка на бяло поле d3 · черна пешка на черно поле b2 · черен топ на черно поле f2 · бял цар на черно поле e1 | бял топ на бяло поле b7 · бял офицер на бяло поле h7 · черен цар на бяло поле g6 · черен офицер на черно поле c5 · бяла пешка на черно поле g5 · черна пешка на бяло поле h5 · бяла пешка на черно поле f4 · бяла пешка на бяло поле d3 · черна пешка на черно поле b2 · черен топ на черно поле f2 · бял цар на черно поле e1 | бял топ на бяло поле b7 · бял офицер на бяло поле h7 · черен цар на бяло поле g6 · черен офицер на черно поле c5 · бяла пешка на черно поле g5 · черна пешка на бяло поле h5 · бяла пешка на черно поле f4 · бяла пешка на бяло поле d3 · черна пешка на черно поле b2 · черен топ на черно поле f2 · бял цар на черно поле e1 | бял топ на бяло поле b7 · бял офицер на бяло поле h7 · черен цар на бяло поле g6 · черен офицер на черно поле c5 · бяла пешка на черно поле g5 · черна пешка на бяло поле h5 · бяла пешка на черно поле f4 · бяла пешка на бяло поле d3 · черна пешка на черно поле b2 · черен топ на черно поле f2 · бял цар на черно поле e1 | бял топ на бяло поле b7 · бял офицер на бяло поле h7 · черен цар на бяло поле g6 · черен офицер на черно поле c5 · бяла пешка на черно поле g5 · черна пешка на бяло поле h5 · бяла пешка на черно поле f4 · бяла пешка на бяло поле d3 · черна пешка на черно поле b2 · черен топ на черно поле f2 · бял цар на черно поле e1 | бял топ на бяло поле b7 · бял офицер на бяло поле h7 · черен цар на бяло поле g6 · черен офицер на черно поле c5 · бяла пешка на черно поле g5 · черна пешка на бяло поле h5 · бяла пешка на черно поле f4 · бяла пешка на бяло поле d3 · черна пешка на черно поле b2 · черен топ на черно поле f2 · бял цар на черно поле e1 | бял топ на бяло поле b7 · бял офицер на бяло поле h7 · черен цар на бяло поле g6 · черен офицер на черно поле c5 · бяла пешка на черно поле g5 · черна пешка на бяло поле h5 · бяла пешка на черно поле f4 · бяла пешка на бяло поле d3 · черна пешка на черно поле b2 · черен топ на черно поле f2 · бял цар на черно поле e1 | бял топ на бяло поле b7 · бял офицер на бяло поле h7 · черен цар на бяло поле g6 · черен офицер на черно поле c5 · бяла пешка на черно поле g5 · черна пешка на бяло поле h5 · бяла пешка на черно поле f4 · бяла пешка на бяло поле d3 · черна пешка на черно поле b2 · черен топ на черно поле f2 · бял цар на черно поле e1 | 6 |
| 5 | бял топ на бяло поле b7 · бял офицер на бяло поле h7 · черен цар на бяло поле g6 · черен офицер на черно поле c5 · бяла пешка на черно поле g5 · черна пешка на бяло поле h5 · бяла пешка на черно поле f4 · бяла пешка на бяло поле d3 · черна пешка на черно поле b2 · черен топ на черно поле f2 · бял цар на черно поле e1 | бял топ на бяло поле b7 · бял офицер на бяло поле h7 · черен цар на бяло поле g6 · черен офицер на черно поле c5 · бяла пешка на черно поле g5 · черна пешка на бяло поле h5 · бяла пешка на черно поле f4 · бяла пешка на бяло поле d3 · черна пешка на черно поле b2 · черен топ на черно поле f2 · бял цар на черно поле e1 | бял топ на бяло поле b7 · бял офицер на бяло поле h7 · черен цар на бяло поле g6 · черен офицер на черно поле c5 · бяла пешка на черно поле g5 · черна пешка на бяло поле h5 · бяла пешка на черно поле f4 · бяла пешка на бяло поле d3 · черна пешка на черно поле b2 · черен топ на черно поле f2 · бял цар на черно поле e1 | бял топ на бяло поле b7 · бял офицер на бяло поле h7 · черен цар на бяло поле g6 · черен офицер на черно поле c5 · бяла пешка на черно поле g5 · черна пешка на бяло поле h5 · бяла пешка на черно поле f4 · бяла пешка на бяло поле d3 · черна пешка на черно поле b2 · черен топ на черно поле f2 · бял цар на черно поле e1 | бял топ на бяло поле b7 · бял офицер на бяло поле h7 · черен цар на бяло поле g6 · черен офицер на черно поле c5 · бяла пешка на черно поле g5 · черна пешка на бяло поле h5 · бяла пешка на черно поле f4 · бяла пешка на бяло поле d3 · черна пешка на черно поле b2 · черен топ на черно поле f2 · бял цар на черно поле e1 | бял топ на бяло поле b7 · бял офицер на бяло поле h7 · черен цар на бяло поле g6 · черен офицер на черно поле c5 · бяла пешка на черно поле g5 · черна пешка на бяло поле h5 · бяла пешка на черно поле f4 · бяла пешка на бяло поле d3 · черна пешка на черно поле b2 · черен топ на черно поле f2 · бял цар на черно поле e1 | бял топ на бяло поле b7 · бял офицер на бяло поле h7 · черен цар на бяло поле g6 · черен офицер на черно поле c5 · бяла пешка на черно поле g5 · черна пешка на бяло поле h5 · бяла пешка на черно поле f4 · бяла пешка на бяло поле d3 · черна пешка на черно поле b2 · черен топ на черно поле f2 · бял цар на черно поле e1 | бял топ на бяло поле b7 · бял офицер на бяло поле h7 · черен цар на бяло поле g6 · черен офицер на черно поле c5 · бяла пешка на черно поле g5 · черна пешка на бяло поле h5 · бяла пешка на черно поле f4 · бяла пешка на бяло поле d3 · черна пешка на черно поле b2 · черен топ на черно поле f2 · бял цар на черно поле e1 | 5 |
| 4 | бял топ на бяло поле b7 · бял офицер на бяло поле h7 · черен цар на бяло поле g6 · черен офицер на черно поле c5 · бяла пешка на черно поле g5 · черна пешка на бяло поле h5 · бяла пешка на черно поле f4 · бяла пешка на бяло поле d3 · черна пешка на черно поле b2 · черен топ на черно поле f2 · бял цар на черно поле e1 | бял топ на бяло поле b7 · бял офицер на бяло поле h7 · черен цар на бяло поле g6 · черен офицер на черно поле c5 · бяла пешка на черно поле g5 · черна пешка на бяло поле h5 · бяла пешка на черно поле f4 · бяла пешка на бяло поле d3 · черна пешка на черно поле b2 · черен топ на черно поле f2 · бял цар на черно поле e1 | бял топ на бяло поле b7 · бял офицер на бяло поле h7 · черен цар на бяло поле g6 · черен офицер на черно поле c5 · бяла пешка на черно поле g5 · черна пешка на бяло поле h5 · бяла пешка на черно поле f4 · бяла пешка на бяло поле d3 · черна пешка на черно поле b2 · черен топ на черно поле f2 · бял цар на черно поле e1 | бял топ на бяло поле b7 · бял офицер на бяло поле h7 · черен цар на бяло поле g6 · черен офицер на черно поле c5 · бяла пешка на черно поле g5 · черна пешка на бяло поле h5 · бяла пешка на черно поле f4 · бяла пешка на бяло поле d3 · черна пешка на черно поле b2 · черен топ на черно поле f2 · бял цар на черно поле e1 | бял топ на бяло поле b7 · бял офицер на бяло поле h7 · черен цар на бяло поле g6 · черен офицер на черно поле c5 · бяла пешка на черно поле g5 · черна пешка на бяло поле h5 · бяла пешка на черно поле f4 · бяла пешка на бяло поле d3 · черна пешка на черно поле b2 · черен топ на черно поле f2 · бял цар на черно поле e1 | бял топ на бяло поле b7 · бял офицер на бяло поле h7 · черен цар на бяло поле g6 · черен офицер на черно поле c5 · бяла пешка на черно поле g5 · черна пешка на бяло поле h5 · бяла пешка на черно поле f4 · бяла пешка на бяло поле d3 · черна пешка на черно поле b2 · черен топ на черно поле f2 · бял цар на черно поле e1 | бял топ на бяло поле b7 · бял офицер на бяло поле h7 · черен цар на бяло поле g6 · черен офицер на черно поле c5 · бяла пешка на черно поле g5 · черна пешка на бяло поле h5 · бяла пешка на черно поле f4 · бяла пешка на бяло поле d3 · черна пешка на черно поле b2 · черен топ на черно поле f2 · бял цар на черно поле e1 | бял топ на бяло поле b7 · бял офицер на бяло поле h7 · черен цар на бяло поле g6 · черен офицер на черно поле c5 · бяла пешка на черно поле g5 · черна пешка на бяло поле h5 · бяла пешка на черно поле f4 · бяла пешка на бяло поле d3 · черна пешка на черно поле b2 · черен топ на черно поле f2 · бял цар на черно поле e1 | 4 |
| 3 | бял топ на бяло поле b7 · бял офицер на бяло поле h7 · черен цар на бяло поле g6 · черен офицер на черно поле c5 · бяла пешка на черно поле g5 · черна пешка на бяло поле h5 · бяла пешка на черно поле f4 · бяла пешка на бяло поле d3 · черна пешка на черно поле b2 · черен топ на черно поле f2 · бял цар на черно поле e1 | бял топ на бяло поле b7 · бял офицер на бяло поле h7 · черен цар на бяло поле g6 · черен офицер на черно поле c5 · бяла пешка на черно поле g5 · черна пешка на бяло поле h5 · бяла пешка на черно поле f4 · бяла пешка на бяло поле d3 · черна пешка на черно поле b2 · черен топ на черно поле f2 · бял цар на черно поле e1 | бял топ на бяло поле b7 · бял офицер на бяло поле h7 · черен цар на бяло поле g6 · черен офицер на черно поле c5 · бяла пешка на черно поле g5 · черна пешка на бяло поле h5 · бяла пешка на черно поле f4 · бяла пешка на бяло поле d3 · черна пешка на черно поле b2 · черен топ на черно поле f2 · бял цар на черно поле e1 | бял топ на бяло поле b7 · бял офицер на бяло поле h7 · черен цар на бяло поле g6 · черен офицер на черно поле c5 · бяла пешка на черно поле g5 · черна пешка на бяло поле h5 · бяла пешка на черно поле f4 · бяла пешка на бяло поле d3 · черна пешка на черно поле b2 · черен топ на черно поле f2 · бял цар на черно поле e1 | бял топ на бяло поле b7 · бял офицер на бяло поле h7 · черен цар на бяло поле g6 · черен офицер на черно поле c5 · бяла пешка на черно поле g5 · черна пешка на бяло поле h5 · бяла пешка на черно поле f4 · бяла пешка на бяло поле d3 · черна пешка на черно поле b2 · черен топ на черно поле f2 · бял цар на черно поле e1 | бял топ на бяло поле b7 · бял офицер на бяло поле h7 · черен цар на бяло поле g6 · черен офицер на черно поле c5 · бяла пешка на черно поле g5 · черна пешка на бяло поле h5 · бяла пешка на черно поле f4 · бяла пешка на бяло поле d3 · черна пешка на черно поле b2 · черен топ на черно поле f2 · бял цар на черно поле e1 | бял топ на бяло поле b7 · бял офицер на бяло поле h7 · черен цар на бяло поле g6 · черен офицер на черно поле c5 · бяла пешка на черно поле g5 · черна пешка на бяло поле h5 · бяла пешка на черно поле f4 · бяла пешка на бяло поле d3 · черна пешка на черно поле b2 · черен топ на черно поле f2 · бял цар на черно поле e1 | бял топ на бяло поле b7 · бял офицер на бяло поле h7 · черен цар на бяло поле g6 · черен офицер на черно поле c5 · бяла пешка на черно поле g5 · черна пешка на бяло поле h5 · бяла пешка на черно поле f4 · бяла пешка на бяло поле d3 · черна пешка на черно поле b2 · черен топ на черно поле f2 · бял цар на черно поле e1 | 3 |
| 2 | бял топ на бяло поле b7 · бял офицер на бяло поле h7 · черен цар на бяло поле g6 · черен офицер на черно поле c5 · бяла пешка на черно поле g5 · черна пешка на бяло поле h5 · бяла пешка на черно поле f4 · бяла пешка на бяло поле d3 · черна пешка на черно поле b2 · черен топ на черно поле f2 · бял цар на черно поле e1 | бял топ на бяло поле b7 · бял офицер на бяло поле h7 · черен цар на бяло поле g6 · черен офицер на черно поле c5 · бяла пешка на черно поле g5 · черна пешка на бяло поле h5 · бяла пешка на черно поле f4 · бяла пешка на бяло поле d3 · черна пешка на черно поле b2 · черен топ на черно поле f2 · бял цар на черно поле e1 | бял топ на бяло поле b7 · бял офицер на бяло поле h7 · черен цар на бяло поле g6 · черен офицер на черно поле c5 · бяла пешка на черно поле g5 · черна пешка на бяло поле h5 · бяла пешка на черно поле f4 · бяла пешка на бяло поле d3 · черна пешка на черно поле b2 · черен топ на черно поле f2 · бял цар на черно поле e1 | бял топ на бяло поле b7 · бял офицер на бяло поле h7 · черен цар на бяло поле g6 · черен офицер на черно поле c5 · бяла пешка на черно поле g5 · черна пешка на бяло поле h5 · бяла пешка на черно поле f4 · бяла пешка на бяло поле d3 · черна пешка на черно поле b2 · черен топ на черно поле f2 · бял цар на черно поле e1 | бял топ на бяло поле b7 · бял офицер на бяло поле h7 · черен цар на бяло поле g6 · черен офицер на черно поле c5 · бяла пешка на черно поле g5 · черна пешка на бяло поле h5 · бяла пешка на черно поле f4 · бяла пешка на бяло поле d3 · черна пешка на черно поле b2 · черен топ на черно поле f2 · бял цар на черно поле e1 | бял топ на бяло поле b7 · бял офицер на бяло поле h7 · черен цар на бяло поле g6 · черен офицер на черно поле c5 · бяла пешка на черно поле g5 · черна пешка на бяло поле h5 · бяла пешка на черно поле f4 · бяла пешка на бяло поле d3 · черна пешка на черно поле b2 · черен топ на черно поле f2 · бял цар на черно поле e1 | бял топ на бяло поле b7 · бял офицер на бяло поле h7 · черен цар на бяло поле g6 · черен офицер на черно поле c5 · бяла пешка на черно поле g5 · черна пешка на бяло поле h5 · бяла пешка на черно поле f4 · бяла пешка на бяло поле d3 · черна пешка на черно поле b2 · черен топ на черно поле f2 · бял цар на черно поле e1 | бял топ на бяло поле b7 · бял офицер на бяло поле h7 · черен цар на бяло поле g6 · черен офицер на черно поле c5 · бяла пешка на черно поле g5 · черна пешка на бяло поле h5 · бяла пешка на черно поле f4 · бяла пешка на бяло поле d3 · черна пешка на черно поле b2 · черен топ на черно поле f2 · бял цар на черно поле e1 | 2 |
| 1 | бял топ на бяло поле b7 · бял офицер на бяло поле h7 · черен цар на бяло поле g6 · черен офицер на черно поле c5 · бяла пешка на черно поле g5 · черна пешка на бяло поле h5 · бяла пешка на черно поле f4 · бяла пешка на бяло поле d3 · черна пешка на черно поле b2 · черен топ на черно поле f2 · бял цар на черно поле e1 | бял топ на бяло поле b7 · бял офицер на бяло поле h7 · черен цар на бяло поле g6 · черен офицер на черно поле c5 · бяла пешка на черно поле g5 · черна пешка на бяло поле h5 · бяла пешка на черно поле f4 · бяла пешка на бяло поле d3 · черна пешка на черно поле b2 · черен топ на черно поле f2 · бял цар на черно поле e1 | бял топ на бяло поле b7 · бял офицер на бяло поле h7 · черен цар на бяло поле g6 · черен офицер на черно поле c5 · бяла пешка на черно поле g5 · черна пешка на бяло поле h5 · бяла пешка на черно поле f4 · бяла пешка на бяло поле d3 · черна пешка на черно поле b2 · черен топ на черно поле f2 · бял цар на черно поле e1 | бял топ на бяло поле b7 · бял офицер на бяло поле h7 · черен цар на бяло поле g6 · черен офицер на черно поле c5 · бяла пешка на черно поле g5 · черна пешка на бяло поле h5 · бяла пешка на черно поле f4 · бяла пешка на бяло поле d3 · черна пешка на черно поле b2 · черен топ на черно поле f2 · бял цар на черно поле e1 | бял топ на бяло поле b7 · бял офицер на бяло поле h7 · черен цар на бяло поле g6 · черен офицер на черно поле c5 · бяла пешка на черно поле g5 · черна пешка на бяло поле h5 · бяла пешка на черно поле f4 · бяла пешка на бяло поле d3 · черна пешка на черно поле b2 · черен топ на черно поле f2 · бял цар на черно поле e1 | бял топ на бяло поле b7 · бял офицер на бяло поле h7 · черен цар на бяло поле g6 · черен офицер на черно поле c5 · бяла пешка на черно поле g5 · черна пешка на бяло поле h5 · бяла пешка на черно поле f4 · бяла пешка на бяло поле d3 · черна пешка на черно поле b2 · черен топ на черно поле f2 · бял цар на черно поле e1 | бял топ на бяло поле b7 · бял офицер на бяло поле h7 · черен цар на бяло поле g6 · черен офицер на черно поле c5 · бяла пешка на черно поле g5 · черна пешка на бяло поле h5 · бяла пешка на черно поле f4 · бяла пешка на бяло поле d3 · черна пешка на черно поле b2 · черен топ на черно поле f2 · бял цар на черно поле e1 | бял топ на бяло поле b7 · бял офицер на бяло поле h7 · черен цар на бяло поле g6 · черен офицер на черно поле c5 · бяла пешка на черно поле g5 · черна пешка на бяло поле h5 · бяла пешка на черно поле f4 · бяла пешка на бяло поле d3 · черна пешка на черно поле b2 · черен топ на черно поле f2 · бял цар на черно поле e1 | 1 |
|   | a | b | c | d | e | f | g | h |   |

2. Кирил Георгиев – Гари Каспаров 1–0

Световно първенство по блиц-шахмат, Канада, 1988 г. Английско начало – Англо-индийска защита
1. Кf3 Кf6 2. c4 c5 3. g3 g6 4. Оg2 Оg7 5. O-O O-O 6. Кc3 Кc6 7. Тb1 d5 8. c:d5 Кd5 9. Кd5 Дd5 10. b3 Дd6 11. d3 e5 12. a3 Оd7 13. b4 c:b4 14. a:b4 Кb4 15. Оa3 a5 16. Дb3 b5 17. Кg5 Тac8 18. Оb4 a:b4 19. Д:b4 Д:b4 20. Т:b4 Тc2 21. Тe1 h6 22. Тe4 Тfc8 23. Кd6 Т8c5 24. Тbb1 Тa2 25. Оf3 h5 26. Тec1 Т:c1 27. Т:c1 Тa6 28. Кe4 Оf8 29. h4 (диаграма 5). В тази равностойна позиция Каспаров има предимството на двойката офицери и проходната пешка b5, което прибързва да реализира преди да укрепи тила си чрез 29. Та7. 29. ... b4? 30. Тc7! Георгиев веднага използва грешката и опасно прониква с топа на 7 линия като атакува и печели пешката f7. 30. ... Оe6 31. Тb7 Тa1 32. Цg2 Тc1 33. Кg5 Оa2 34. Тa7 Тc2 35. Тb7 Оc5 36. Кe4 Оf8 37. Кg5 Цg7 38. Тa7 Оc5 39. Тb7 Оf8 40. Тa7 Оb3 41. К:f7 Оc5 42. Тb7 О:f7 43. Оd5 Т:e2 44. Тf7 Цh6 45. Цf1 Тd2 46. Оc4 Тb2 47. f4! e:f4 48. g:f4 b3?? Каспаров недооценява матовите заплахи. Наложително e чрез 48. ...Оf2 или Тh2 да се вземе пешката h4, за да е безопасна следващата защита 51. ...g5. 49. Тb7 Тf2+ 50. Цe1 b2?? Последен шанс за спасение от мата беше 50. Тg2, макар че и след жертвата на топа за пешка партията е изгубена за черните. 51. Оg8!! g5 52. h:g5+ Цg6 53. Оh7#!! (диаграма 6).